# Olympische Sommerspiele 2016/Leichtathletik – 800 m (Frauen)

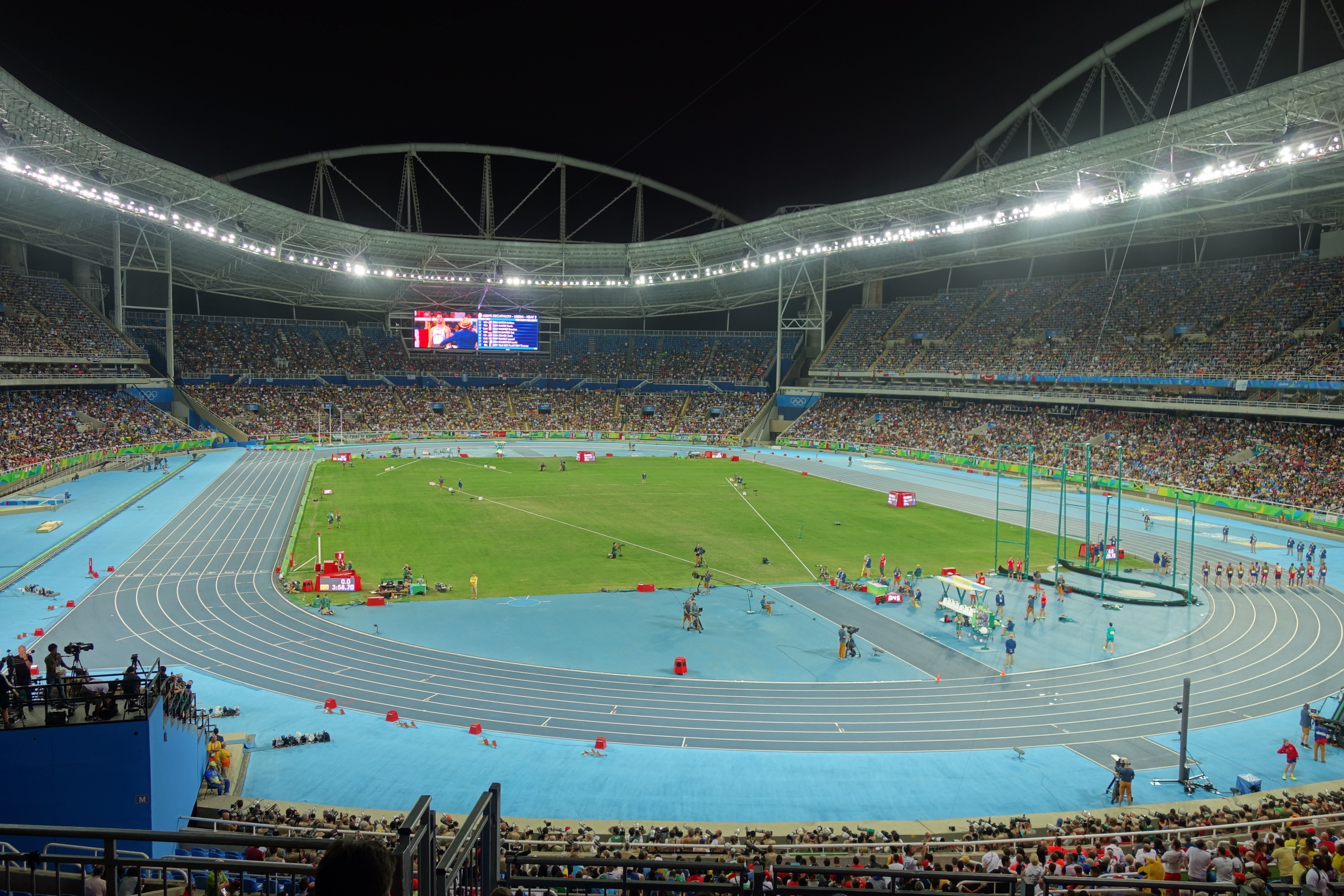
Innenraum des Estádio Olímpico João Havelange während der Spiele von Rio

Der 800-Meter-Lauf der Frauen bei den Olympischen Spielen 2016 in Rio de Janeiro wurde am 17., 18. und 20. August 2016 im Estádio Nilton Santos ausgetragen. 65 Athletinnen nahmen teil.
Olympiasiegerin wurde die Südafrikanerin Caster Semenya. Silber errang Francine Niyonsaba aus Burundi. Die Kenianerin Margaret Wambui gewann die Bronzemedaille.
Für Deutschland starteten Christina Hering und Fabienne Kohlmann, die beide im Vorlauf ausschieden.

Die Schweizerin Selina Büchel scheiterte im Halbfinale.

Athletinnen aus Österreich und Liechtenstein nahmen nicht teil.
Rose Lokonyen aus dem Südsudan nahm als aus ihrem Heimatland geflohene Flüchtlings-Athletin unter der olympischen Flagge und dem Kürzel ROT (Refugee Olympic Team) teil.

## Aktuelle Titelträgerinnen
| Olympiasiegerin                         | Marija Sawinowa ( Russland)       | 1:56,19 min | London 2012    |
| Weltmeisterin                           | Maryna Arsamassawa ( Belarus)     | 1:58,03 min | Peking 2015    |
| Europameisterin                         | Natalija Pryschtschepa ( Ukraine) | 1:59,70 min | Amsterdam 2016 |
| Nord-/Zentralamerika-/Karibik-Meisterin | Chanelle Price ( USA)             | 2:00,48 min | San José 2015  |
| Südamerika-Meisterin                    | Déborah Rodríguez ( Uruguay)      | 2:01,46 min | Lima 2015      |
| Asienmeisterin                          | Tintu Lukka ( Indien)             | 2:01,53 min | Wuhan 2015     |
| Afrikameisterin                         | Caster Semenya ( Südafrika)       | 1:58,20 min | Durban 2016    |
| Ozeanienmeisterin                       | Donna Koniel ( Papua-Neuguinea)   | 2:09,58 min | Cairns 2015    |

## Rekorde

### Bestehende Rekorde
| Weltrekord         | Jarmila Kratochvilová ( Tschechoslowakei) | 1:53,28 min | München, BR Deutschland (heute Deutschland)    | 26. Juli 1983 |
| Olympischer Rekord | Nadija Olisarenko ( Sowjetunion)          | 1:53,43 min | Finale OS Moskau, Sowjetunion (heute Russland) | 27. Juli 1980 |

Der bereits seit 36 Jahren bestehende olympische Rekord wurde auch bei diesen Spielen nicht erreicht. Die schnellste Zeit erzielte die südafrikanische Olympiasiegerin Caster Semenya mit 1:55,28 min im Finale am 20. August. Den Olympiarekord verfehlte sie damit um 1,85 Sekunden. Zum Weltrekord fehlten ihr genau zwei Sekunden.

### Rekordverbesserungen
Es wurden fünf neue Landesrekorde aufgestellt:
- 1:59,12 min – Noélie Yarigo (Benin), vierter Vorlauf am 17. August
- 2:00,14 min – Aníta Hinriksdóttir (Island), vierter Vorlauf am 17. August
- 2:11,70 min – Elisabeth Mandaba (Zentralafrikanische Republik), achter Vorlauf am 17. August
- 1:55,28 min – Caster Semenya (Südafrika), Finale am 20. August
- 1:57,02 min – Melissa Bishop (Kanada), Finale am 20. August

Anmerkung:
Alle Zeitangaben sind auf die Ortszeit Rio (UTC-3) bezogen.

## Geschlechtsstatusfrage
Immer wieder taucht im Zusammenhang mit der Athletin Caster Semenya die Frage nach dem Geschlechtsstatus auf. Hier handelt es sich um eine heikle Problematik, die Frage ist, wo sind die Grenzen zu setzen, wie sollen entsprechende Kontrollen gestaltet werden, inwieweit sind Athletinnen in ihrer Persönlichkeit beeinträchtigt oder verletzt. Auch in der Vergangenheit war die Frage nach dem Geschlechtsstatus immer wieder aktuell. In den 1930er Jahren ging es um den Deutschen Heinrich Ratjen, der als Hochspringerin unter dem Namen Dora Ratjen bei zahlreichen nationalen und internationalen Veranstaltungen teilweise sehr erfolgreich teilnahm. Alle seine Resultate wurden nach 1938 gestrichen. Allerdings war er im Gegensatz zu Caster Semenya eindeutig ein Mann.
In den 1960er Jahren wurde das Thema noch einmal aktuell im Zusammenhang mit den Geschwistern Irina und Tamara Press aus der Sowjetunion, bei denen die Vermutung auftauchte, dass sie Hermaphroditen seien. Beide verschwanden nach Einführung der damals sogenannten Sextests, die in der Leichtathletik erstmals bei den Europameisterschaften 1966 realisiert wurden.
Heute sind die Tests zur Feststellung des Geschlechtsstatus in ihrer früheren Form abgeschafft. Allerdings stellt sich auch heute wieder die Frage, wo die Grenzen für die Teilnahme von Athletinnen im Frauensport liegen, und es gibt durchaus auch kritische Stimmen zu einer Teilnahmeberechtigung für Caster Semenya.
Tatsächlich wurden beim Olympia-Wettbewerb 2016 letztlich alle drei Medaillen von "46 XY DSD"-Athletinnen gewonnen, die also bei der Geburt als Frauen identifiziert wurden, aber die Geschlechtschromosomen XY haben und auch eine männliche Pubertät durchgemacht haben.

## Doping
Der 800-Meter-Lauf der Frauen war von einem Dopingfall betroffen:

Die im Halbfinale ausgeschiedene Ukrainerin Natalija Lupu wurde bei einer nachträglichen Analyse von Dopingproben im Mai 2017 positiv auf den Einsatz verbotener Mittel getestet, wodurch sie sich eine achtjährige Sperre einhandelte, denn sie war bereits bei einer Dopingkontrolle im Jahr 2014 positiv getestet worden. Somit war sie eine Mehrfachtäterin.
Leidtragende war die Äthiopierin Gudaf Tsegay, die sich über ihre Zeit eigentlich die Berechtigung zur Halbfinalteilnahme erlaufen hatte.

## Vorrunde
Die Vorrunde wurde in acht Läufen durchgeführt. Für das Halbfinale qualifizierten sich pro Lauf die ersten beiden Athletinnen (hellblau unterlegt). Darüber hinaus kamen die acht Zeitschnellsten, die sogenannten Lucky Loser (hellgrün unterlegt), weiter.

### Lauf 1
17. August 2016, 10:55 Uhr
| Platz | Name               | Nation         | Zeit (min) |
| ----- | ------------------ | -------------- | ---------- |
| 1     | Lynsey Sharp       | Großbritannien | 2:00,83    |
| 2     | Amela Terzić       | Serbien        | 2:00,99    |
| 3     | Sahily Diago       | Kuba           | 2:01,38    |
| 4     | Angie Petty        | Neuseeland     | 2:02,40    |
| 5     | Justine Fedronic   | Frankreich     | 2:02,73    |
| 6     | Olha Ljachowa      | Ukraine        | 2:03,02    |
| 7     | Florina Pierdevară | Rumänien       | 2:03,32    |
| 8     | Ciara Everard      | Irland         | 2:07,91    |

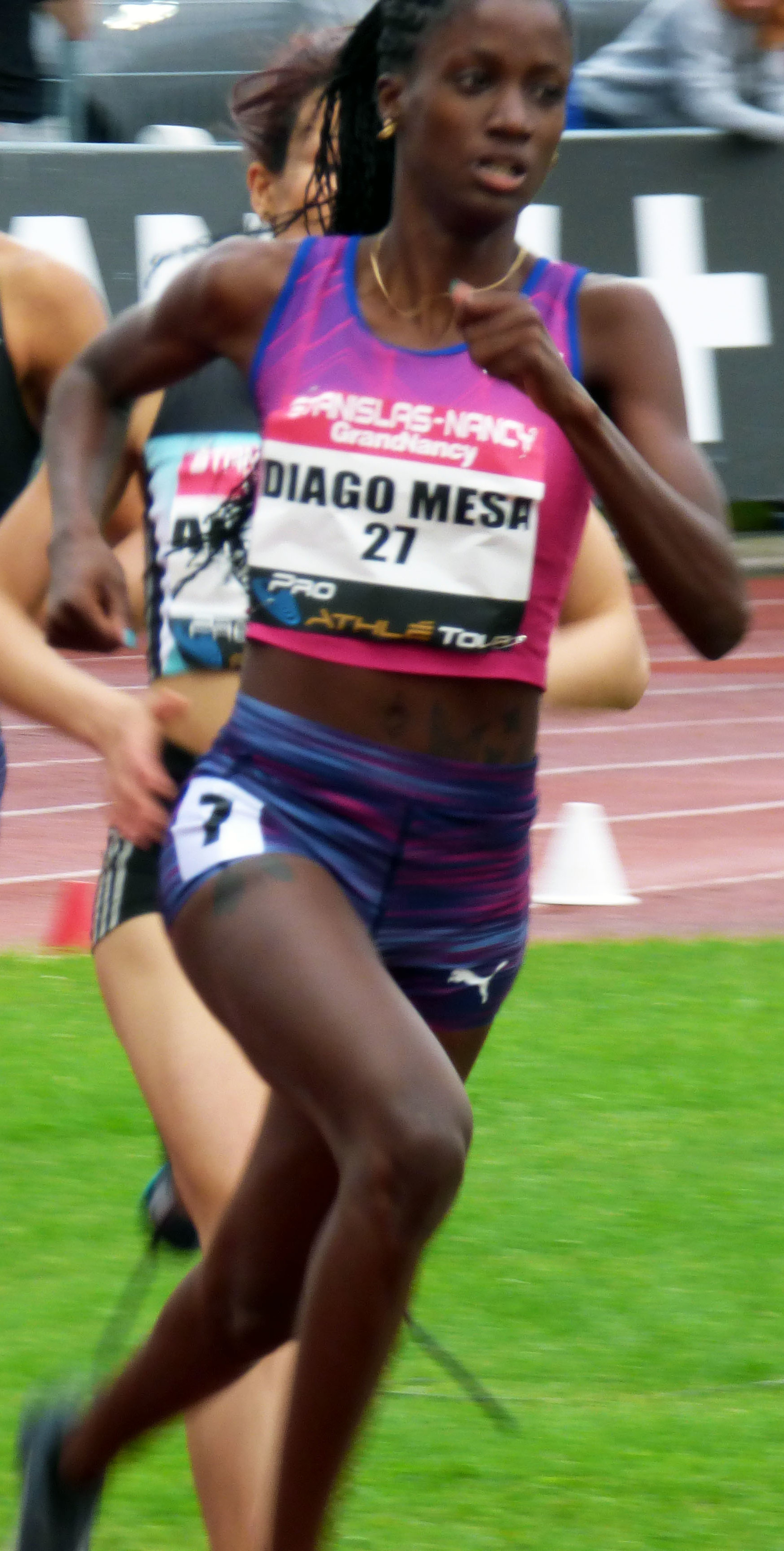
Sahily Diago – ausgeschieden als Dritte des ersten Vorlaufs

Weitere im ersten Vorlauf ausgeschiedene Läuferinnen:

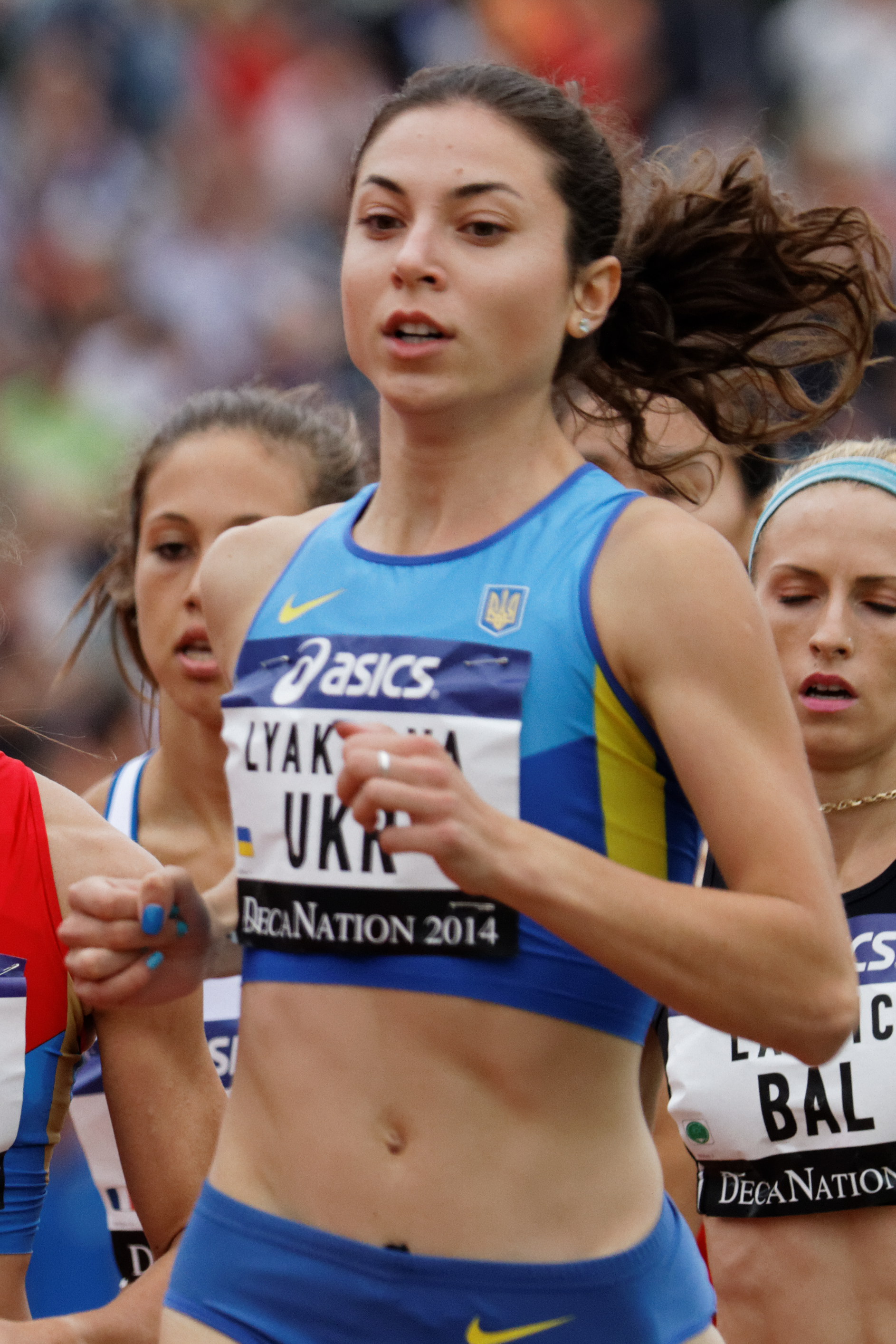
Olha Ljachowa – Rang sechs
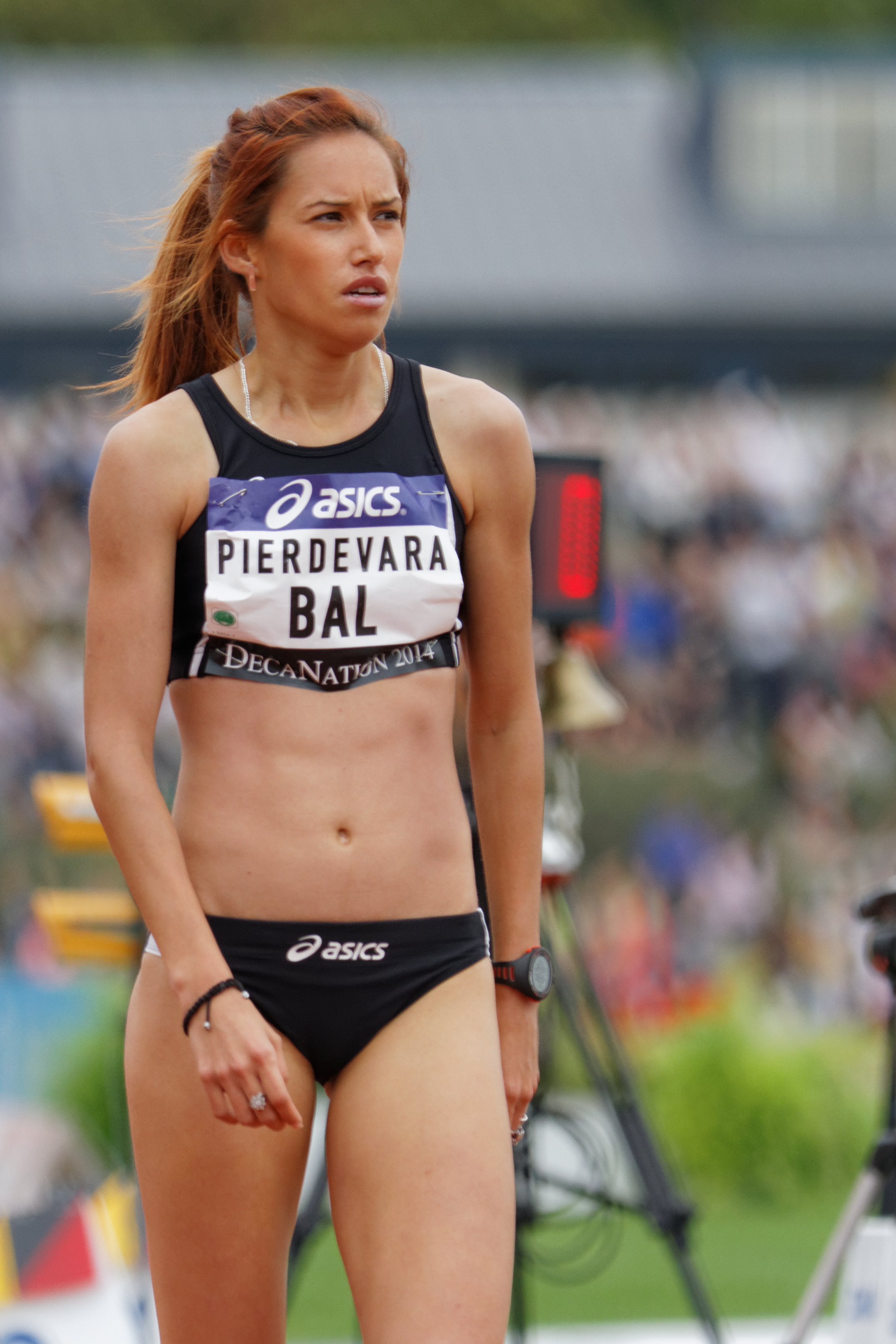
Florina Pierdevară – Rang sieben
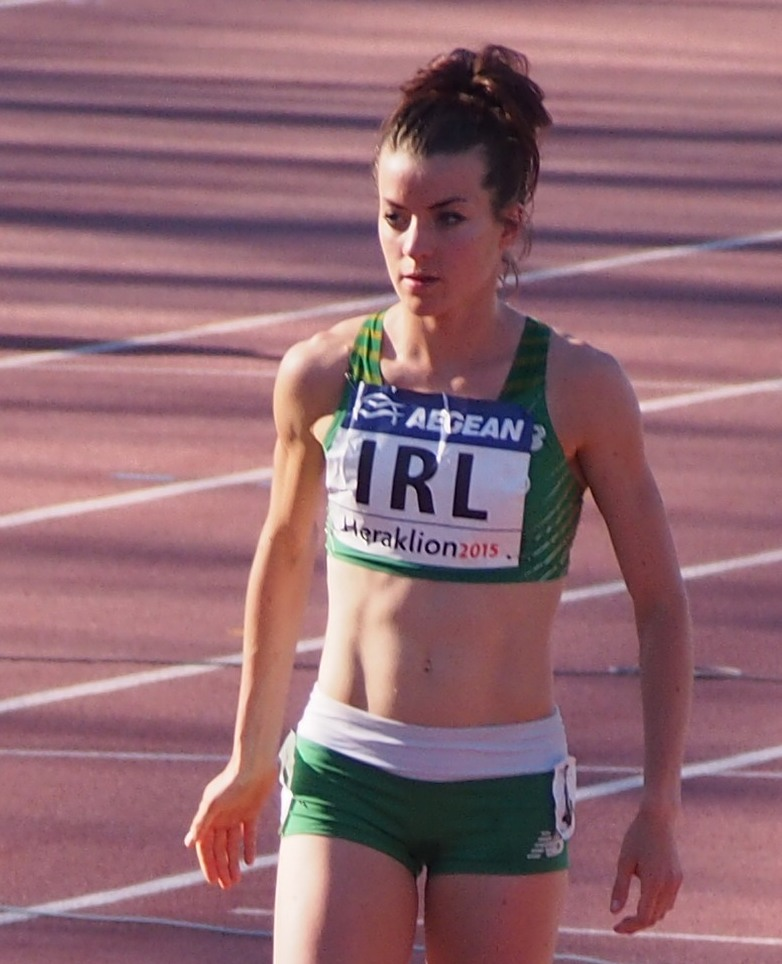
Ciara Everard – Rang acht

### Lauf 2
17. August 2016, 11:02 Uhr
| Platz | Name                  | Nation               | Zeit (min) | Anmerkung            |
| ----- | --------------------- | -------------------- | ---------- | -------------------- |
| 1     | Caster Semenya        | Südafrika            | 1:59,31    |                      |
| 2     | Ajee Wilson           | USA                  | 1:59,44    |                      |
| 3     | Shelayna Oskan-Clarke | Großbritannien       | 1:59,67    |                      |
| 4     | Wang Chunyu           | Volksrepublik China  | 1:59,93    |                      |
| 5     | Margarita Mukaschewa  | Kasachstan           | 2:00,97    |                      |
| 6     | Claudia Bobocea       | Rumänien             | 2:03,75    |                      |
| 7     | Rose Lokonyen         | Refugee Olympic Team | 2:16,64    | Heimatland: Südsudan |
| 8     | Houlèye Ba            | Mauretanien          | 2:43,52    |                      |
| DNF   | Rababe Arafi          | Marokko              |            |                      |

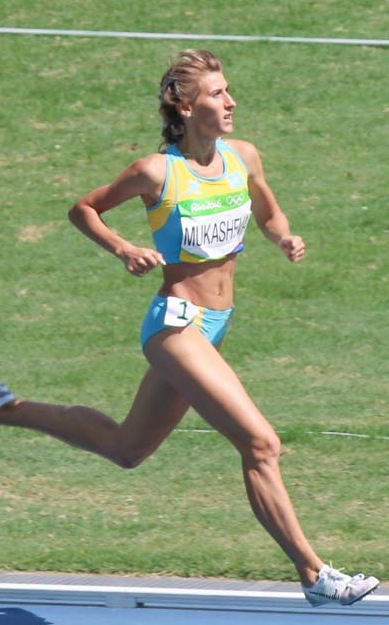
Margarita Mukaschewa – ausgeschieden als Fünfte des zweiten Vorlaufs

Weitere im zweiten Vorlauf ausgeschiedene Läuferinnen:

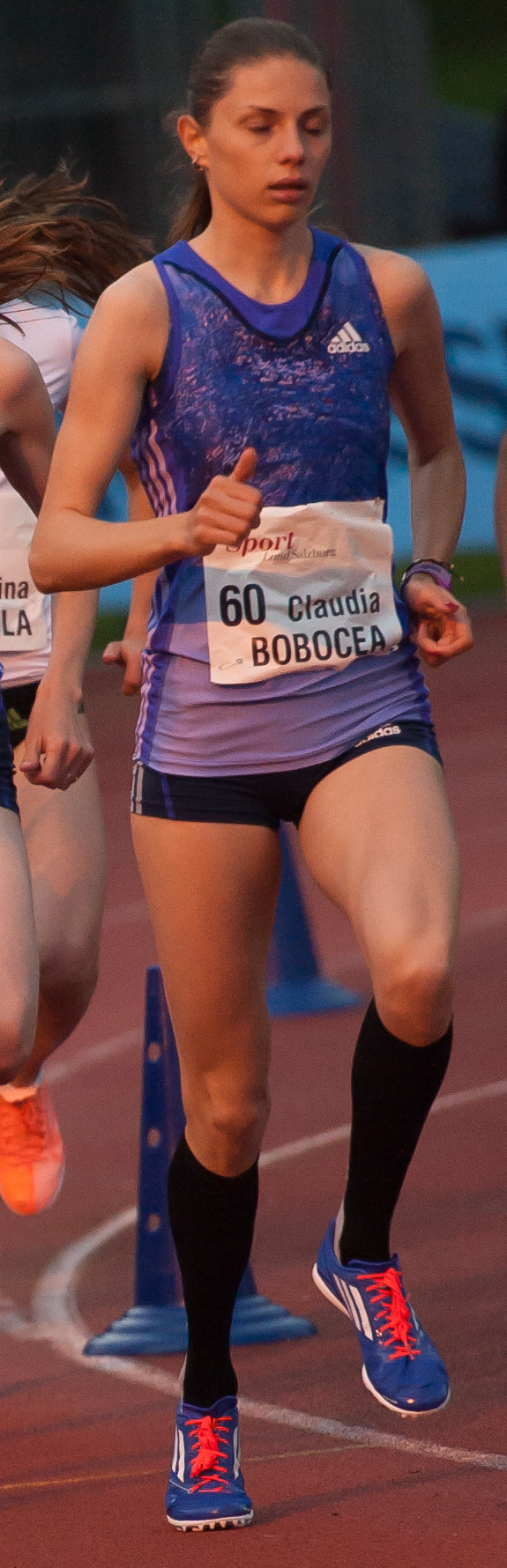
Claudia Bobocea – Rang sechs
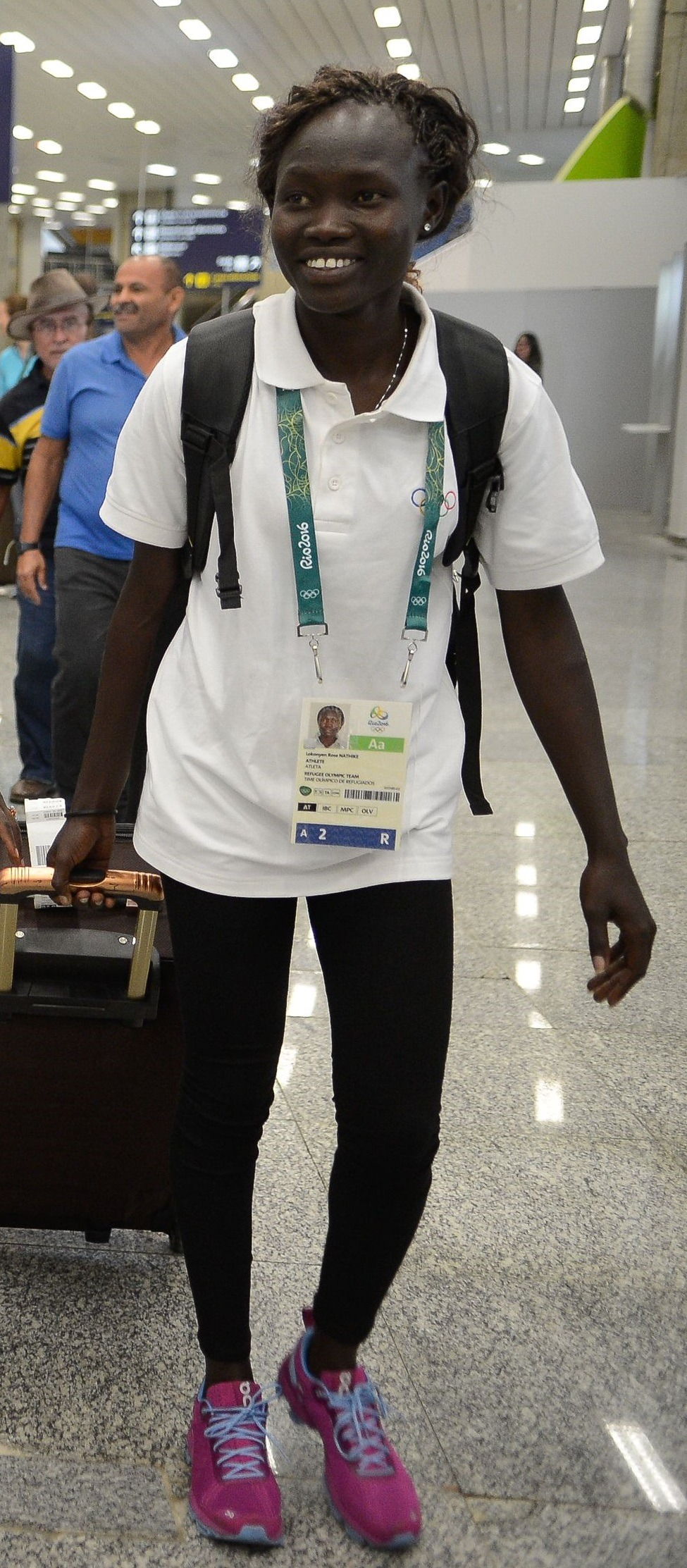
Rose Lokonyen – Rang sieben
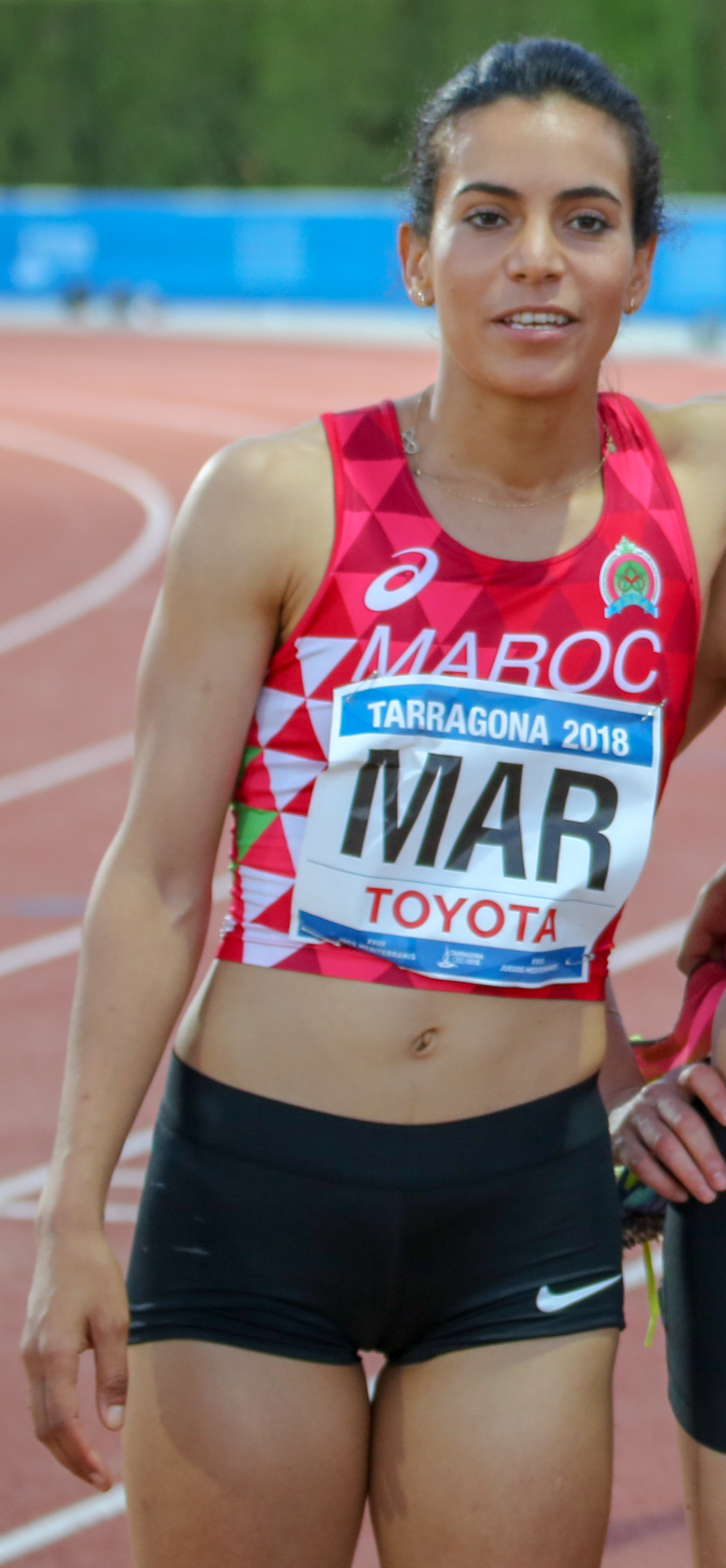
Rababe Arafi – nicht im Ziel

### Lauf 3

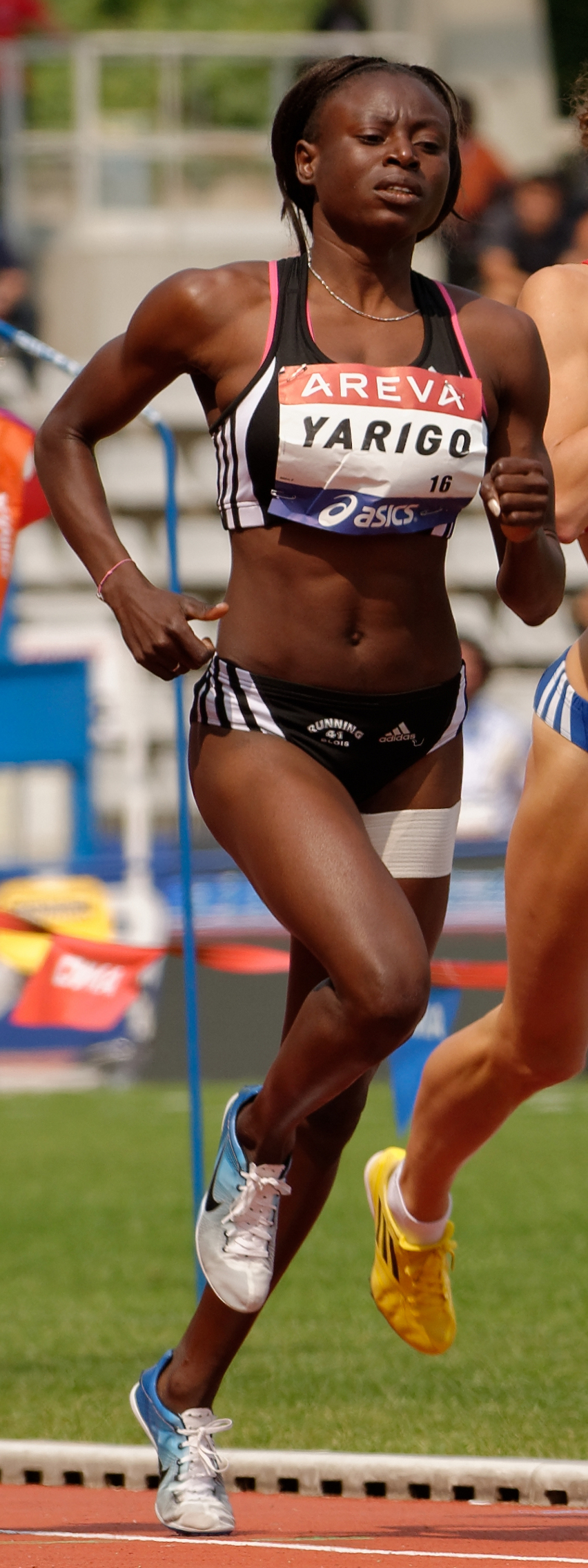
Noélie Yarigo – ausgeschieden als Fünfte des dritten Halbfinals
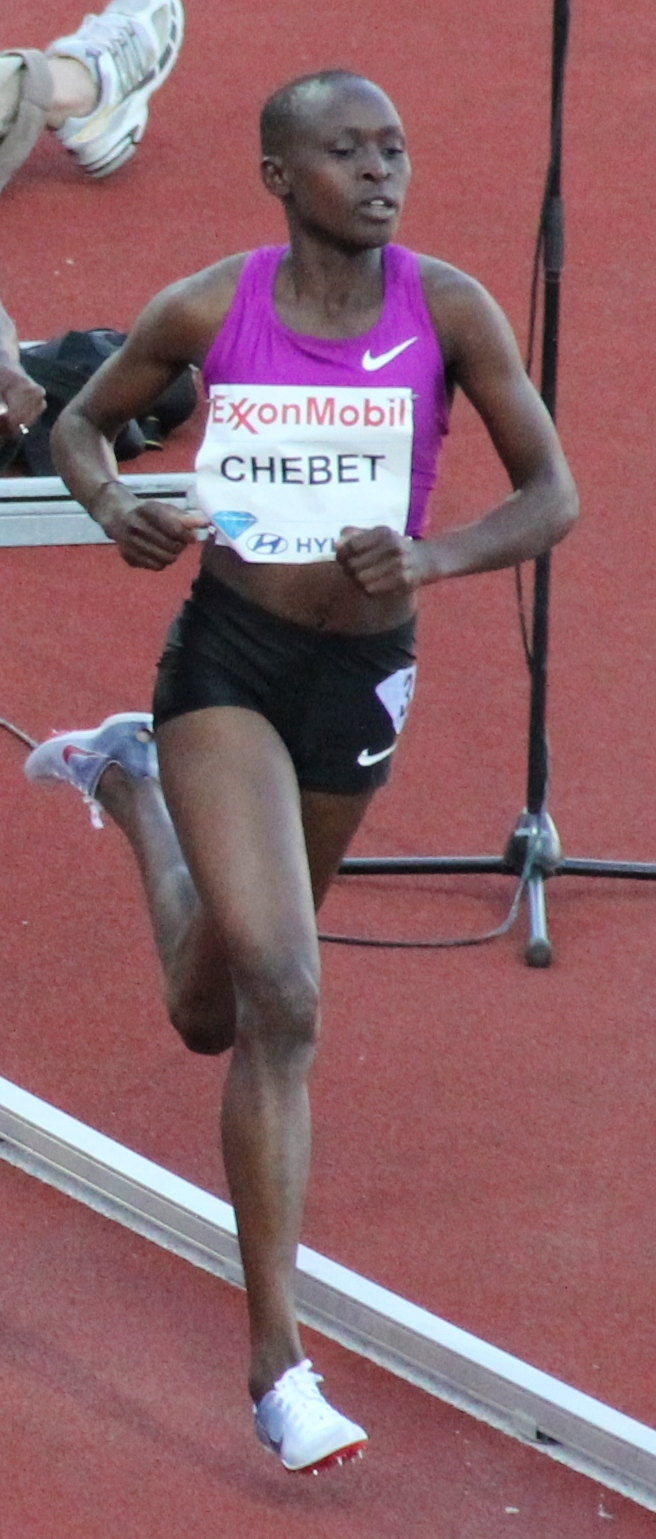
Winny Chebet – ausgeschieden als Sechste des dritten Halbfinals
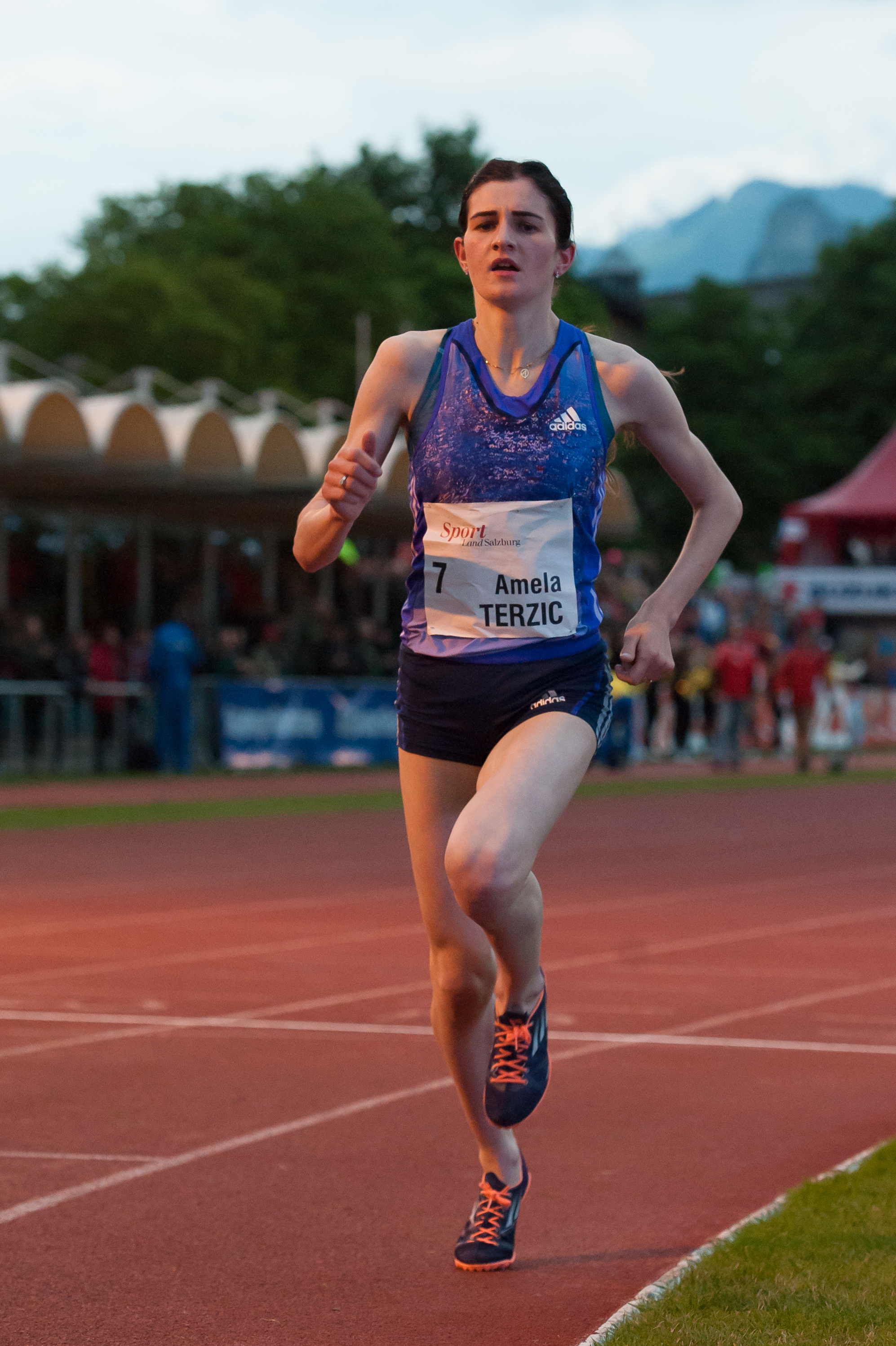
Amela Terzić – ausgeschieden als Siebte des dritten Halbfinals

17. August 2016, 11:09 Uhr
| Platz | Name                   | Nation      | Zeit (min) | Anmerkung                                  |
| ----- | ---------------------- | ----------- | ---------- | ------------------------------------------ |
| 1     | Selina Büchel          | Schweiz     | 1:59,00    |                                            |
| 2     | Margaret Wambui        | Kenia       | 1:59,66    |                                            |
| 3     | Natalija Pryschtschepa | Ukraine     | 1:59,80    |                                            |
| 4     | Gudaf Tsegay           | Äthiopien   | 2:00,13    | eigentlich für das Halbfinale qualifiziert |
| 5     | Sifan Hassan           | Niederlande | 2:00,27    |                                            |
| 6     | Tintu Lukka            | Indien      | 2:00,58    |                                            |
| 7     | Selma Kajan            | Australien  | 2:05,20    |                                            |
| 8     | Tsepang Sello          | Lesotho     | 2:10,22    |                                            |

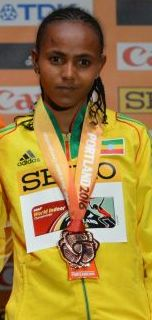
Gudaf Tsegay – ausgeschieden als Vierte des dritten Vorlaufs

Weitere im dritten Vorlauf ausgeschiedene Läuferinnen:

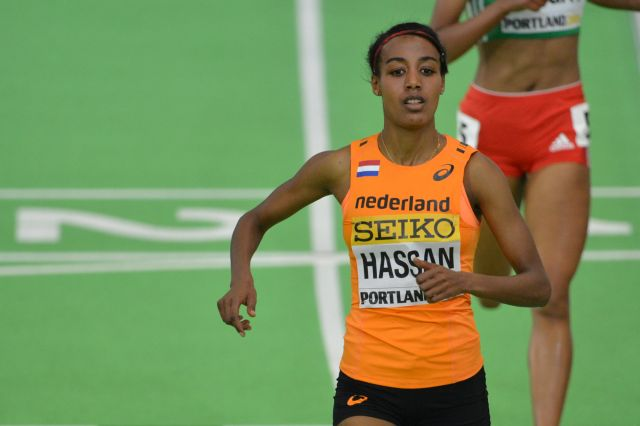
Sifan Hassan – Rang fünf
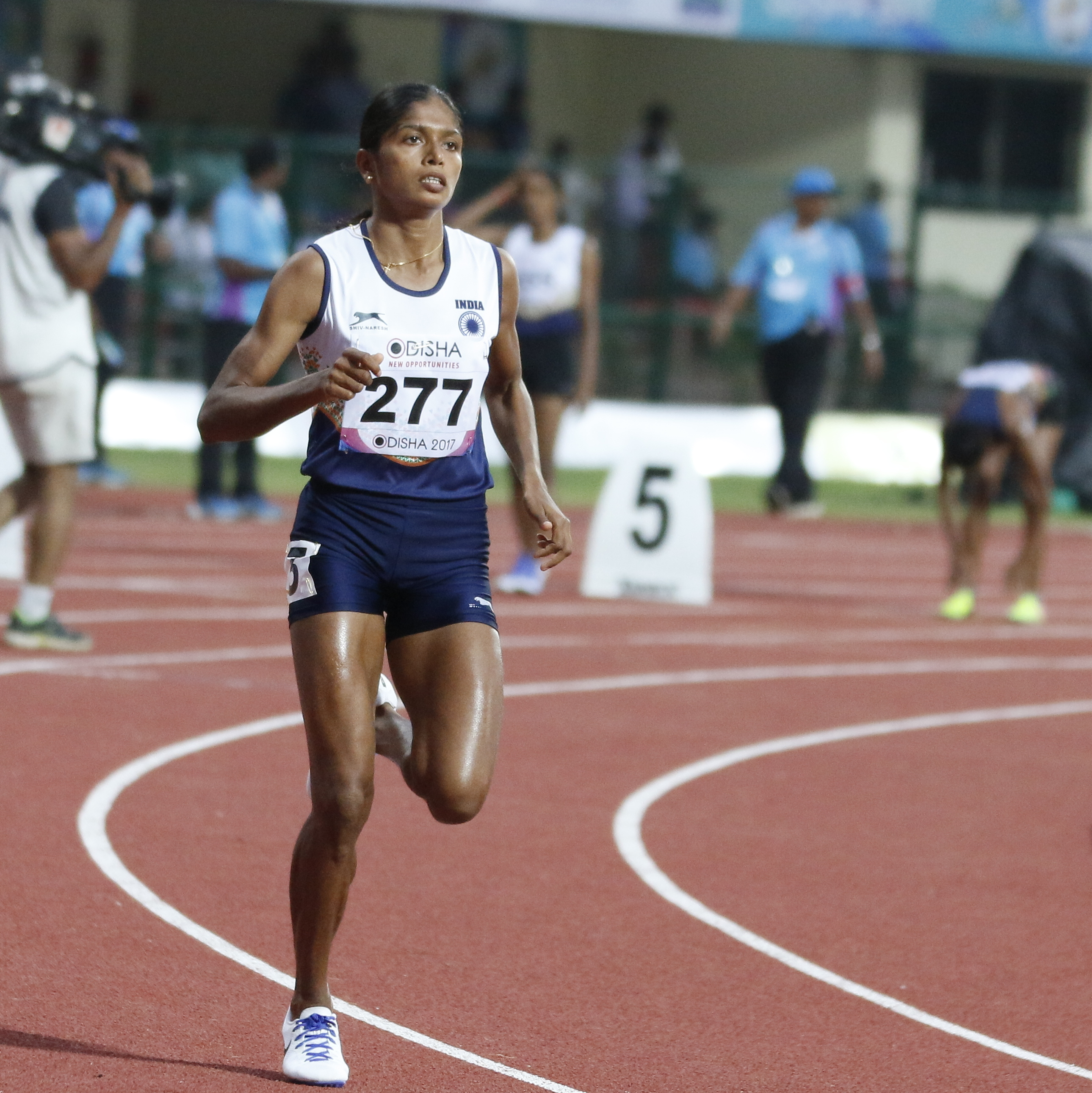
Tintu Lukka – Rang sechs
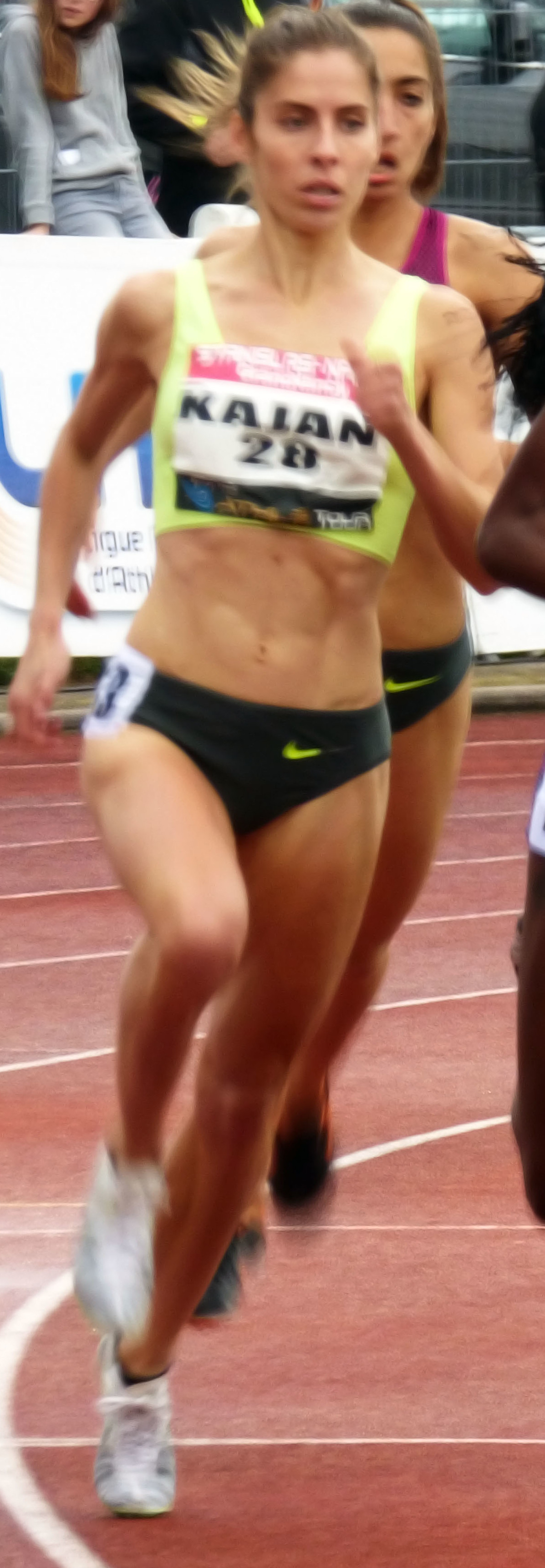
Selma Kajan – Rang sieben

### Lauf 4

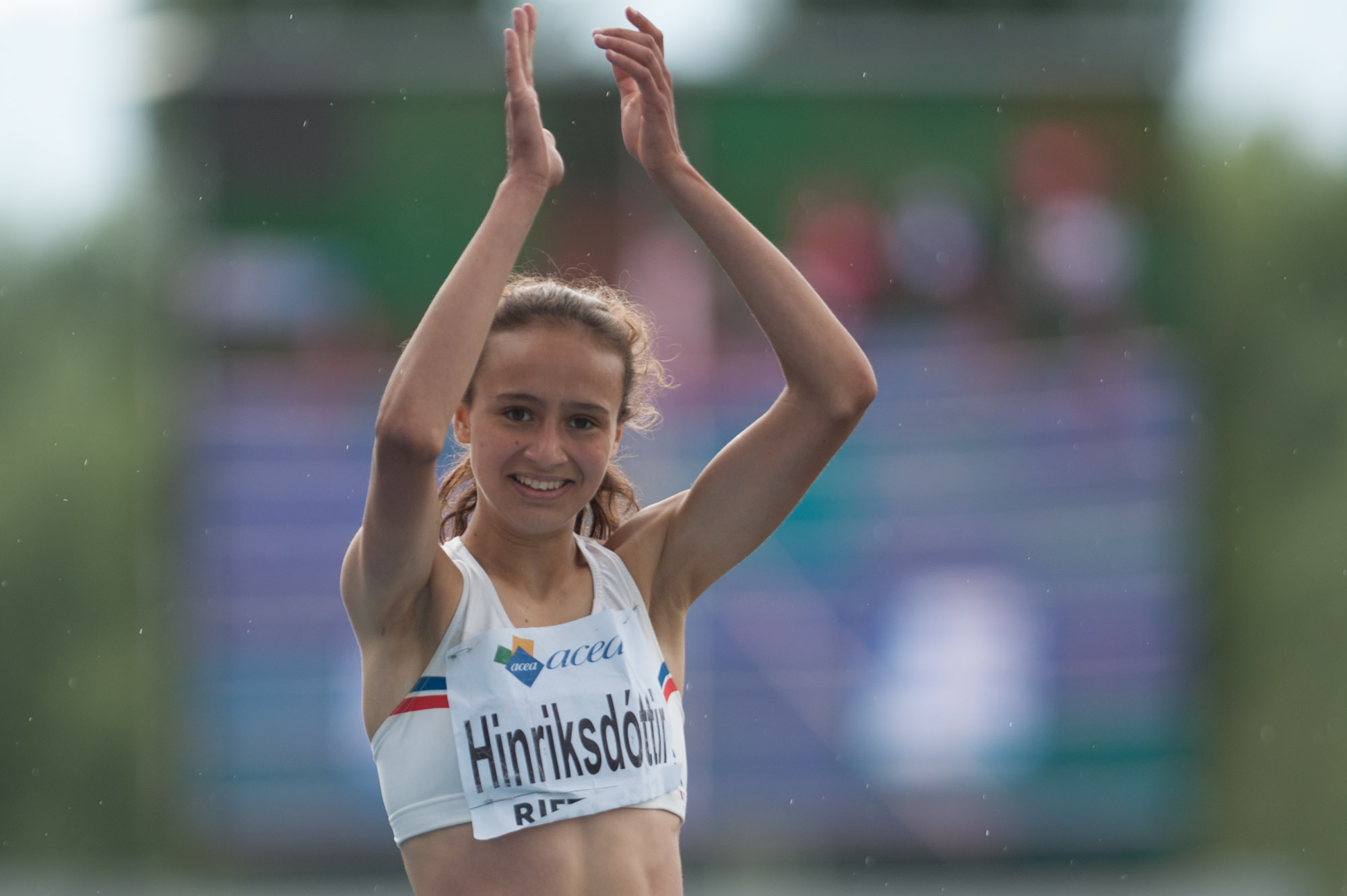
Aníta Hinriksdóttir – ausgeschieden trotz isländischen Landesrekords als Sechste des vierten Vorlaufs
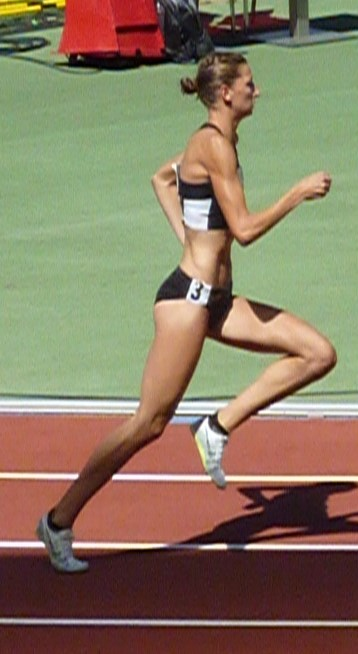
Christina Hering – ausgeschieden als Siebte des vierten Vorlaufs

17. August 2016, 11:16 Uhr
| Platz | Name                | Nation      | Zeit (min) | Anmerkung |
| ----- | ------------------- | ----------- | ---------- | --------- |
| 1     | Melissa Bishop      | Kanada      | 1:58,38    |           |
| 2     | Maryna Arsamassawa  | Belarus     | 1:58,44    |           |
| 3     | Habitam Alemu       | Äthiopien   | 1:58,99    |           |
| 4     | Noélie Yarigo       | Benin       | 1:59,12    | NR        |
| 5     | Halimah Nakaayi     | Uganda      | 1:59,78    |           |
| 6     | Aníta Hinriksdóttir | Island      | 2:00,14    | NR        |
| 7     | Christina Hering    | Deutschland | 2:01,04    |           |
| 8     | Fatma el-Sharnouby  | Ägypten     | 2:21,24    |           |

### Lauf 5

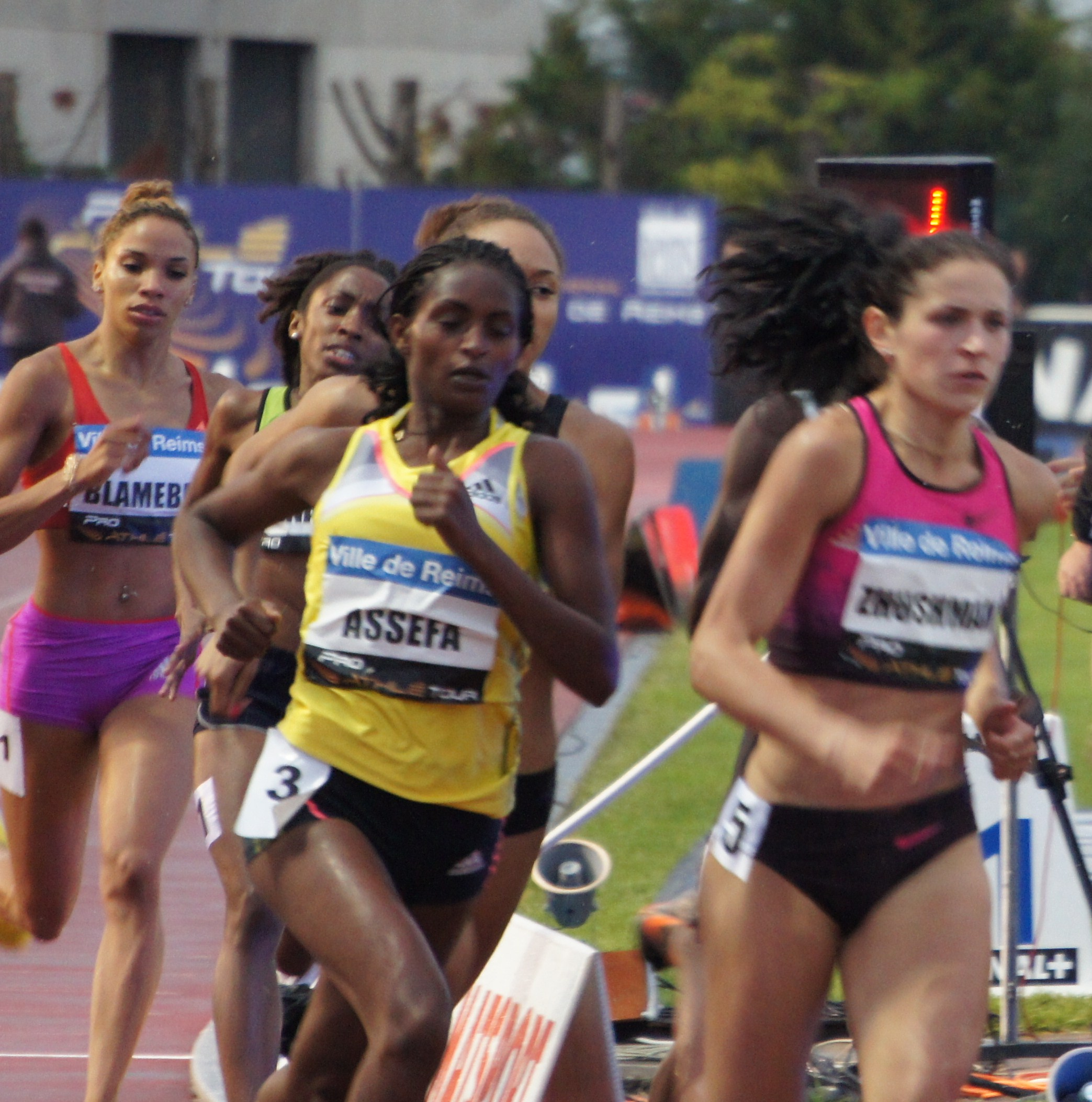
Tigist Assefa (gelbes Trikot) – ausgeschieden als Vierte des fünften Vorlaufs
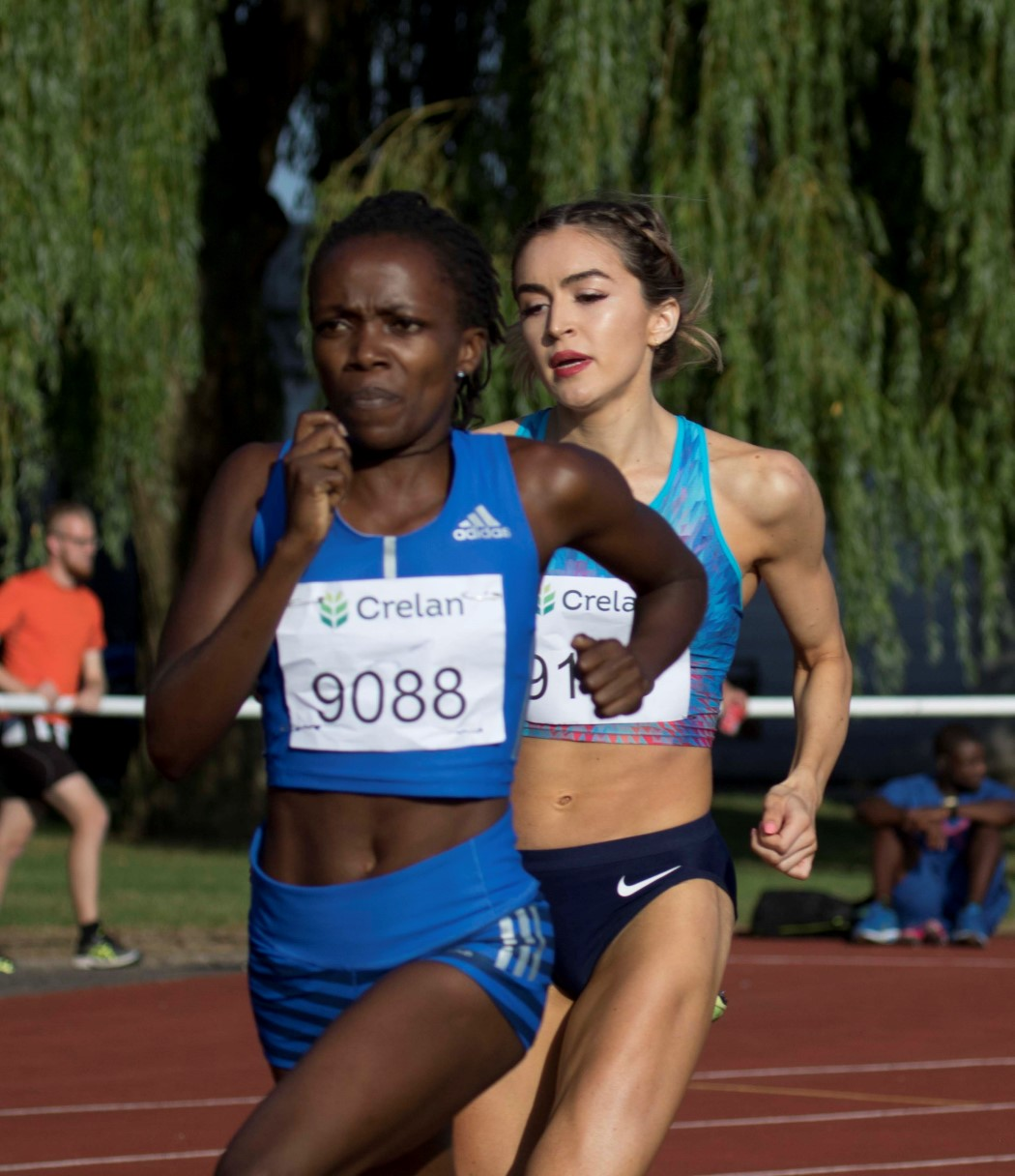
Winnie Nanyondo (Nr. 9088) – ausgeschieden als Fünfte des fünften Vorlaufs

17. August 2016, 11:23 Uhr
| Platz | Name            | Nation    | Zeit (min) | Anmerkung                     |
| ----- | --------------- | --------- | ---------- | ----------------------------- |
| 1     | Eunice Sum      | Kenia     | 1:59,83    |                               |
| 2     | Kate Grace      | USA       | 1:59,96    |                               |
| 3     | Renée Eykens    | Belgien   | 2:00,00    |                               |
| 4     | Tigist Assefa   | Äthiopien | 2:00,21    |                               |
| 5     | Winnie Nanyondo | Uganda    | 2:02,77    |                               |
| 6     | Amina Bakhit    | Sudan     | 2:07,65    |                               |
| 7     | Swe Li Myint    | Myanmar   | 2:16,98    |                               |
| DOP   | Natalija Lupu   | Ukraine   | 1:59,91    | für das Halbfinale zugelassen |

### Lauf 6
17. August 2016, 11:30 Uhr
| Platz | Name               | Nation    | Zeit (min) |
| ----- | ------------------ | --------- | ---------- |
| 1     | Angelika Cichocka  | Polen     | 2:00,42    |
| 2     | Yusneysi Santiusti | Italien   | 2:00,45    |
| 3     | Rose Mary Almanza  | Kuba      | 2:00,50    |
| 4     | Malika Akkaoui     | Marokko   | 2:00,52    |
| 5     | Hedda Hynne        | Norwegen  | 2:01,64    |
| 6     | Déborah Rodríguez  | Uruguay   | 2:01,86    |
| 7     | Simoya Campbell    | Jamaika   | 2:02,07    |
| 8     | Charline Mathias   | Luxemburg | 2:09,30    |

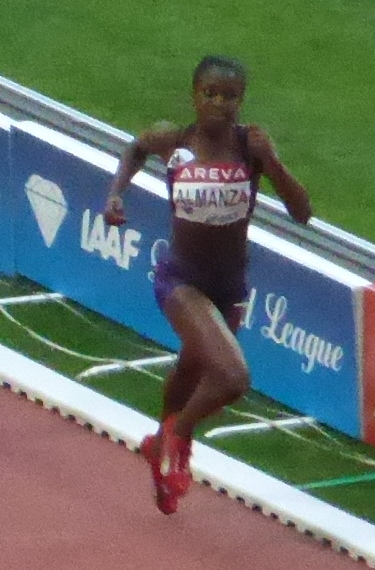
Rose Mary Almanza – ausgeschieden als Dritte des sechsten Vorlaufs

Weitere im sechsten Vorlauf ausgeschiedene Läuferinnen:

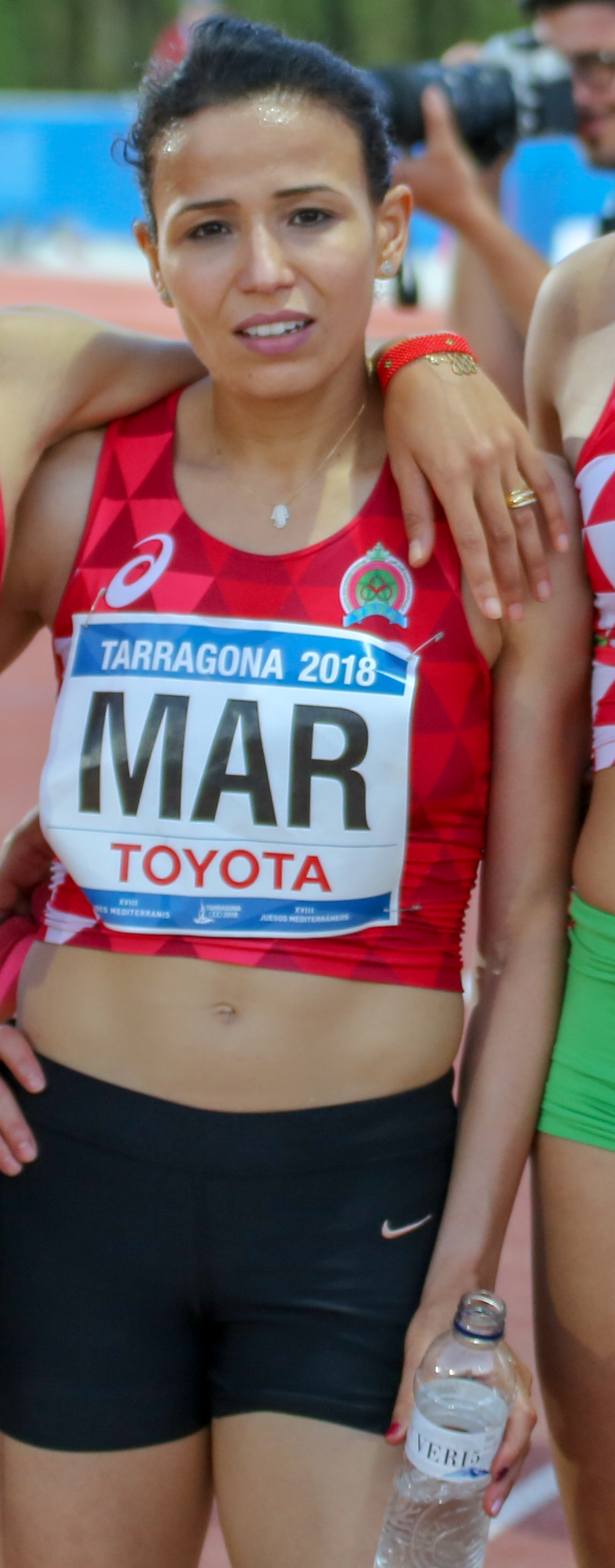
Malika Akkaoui – Rang vier
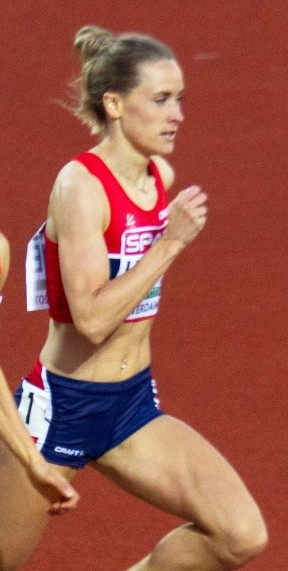
Hedda Hynne – Rang fünf
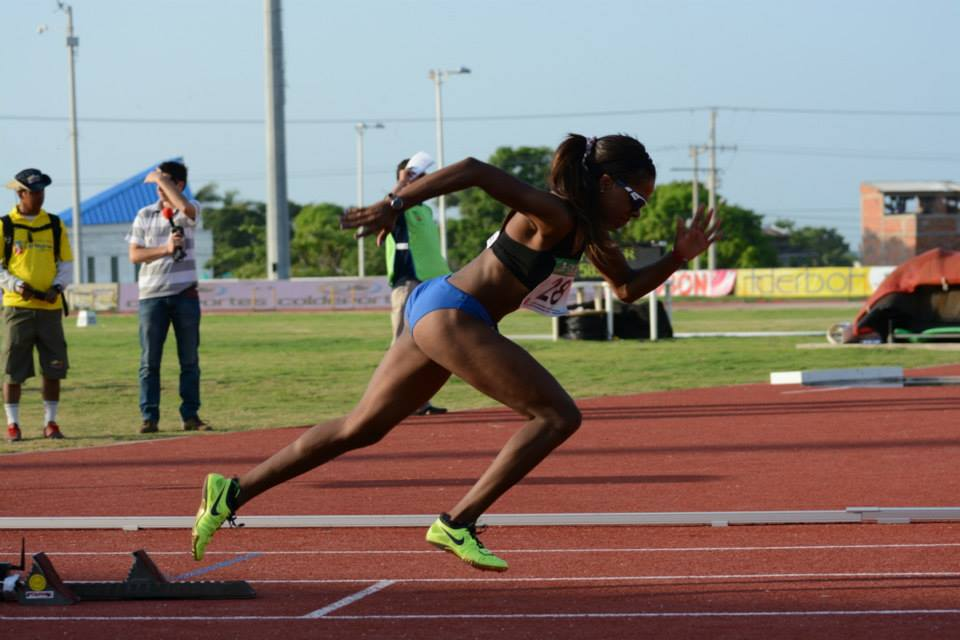
Déborah Rodríguez – Rang sechs
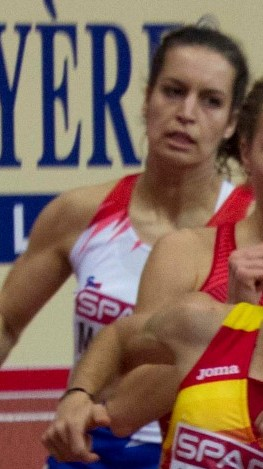
Charline Mathias – Rang acht

### Lauf 7
17. August 2016, 11:37 Uhr
| Platz | Name             | Nation     | Zeit (min) |
| ----- | ---------------- | ---------- | ---------- |
| 1     | Joanna Jóźwik    | Polen      | 2:01,58    |
| 2     | Winny Chebet     | Kenia      | 2:01,65    |
| 3     | Esther Guerrero  | Spanien    | 2:01,85    |
| 4     | Lisneidy Veitía  | Kuba       | 2:02,10    |
| 5     | Rénelle Lamote   | Frankreich | 2:02,19    |
| 6     | Eglė Balčiūnaitė | Litauen    | 2:02,98    |
| 7     | Kenia Sinclair   | Jamaika    | 2:03,76    |
| 8     | Flávia de Lima   | Brasilien  | 2:03,78    |

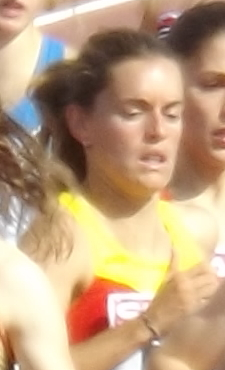
Esther Guerrero – ausgeschieden als Dritte des siebten Vorlaufs

Weitere im siebten Vorlauf ausgeschiedene Läuferinnen:

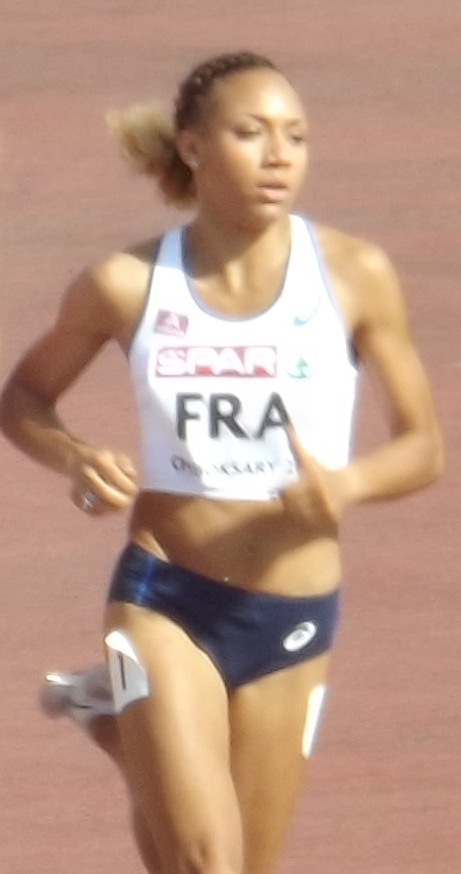
Rénelle Lamote – Rang fünf
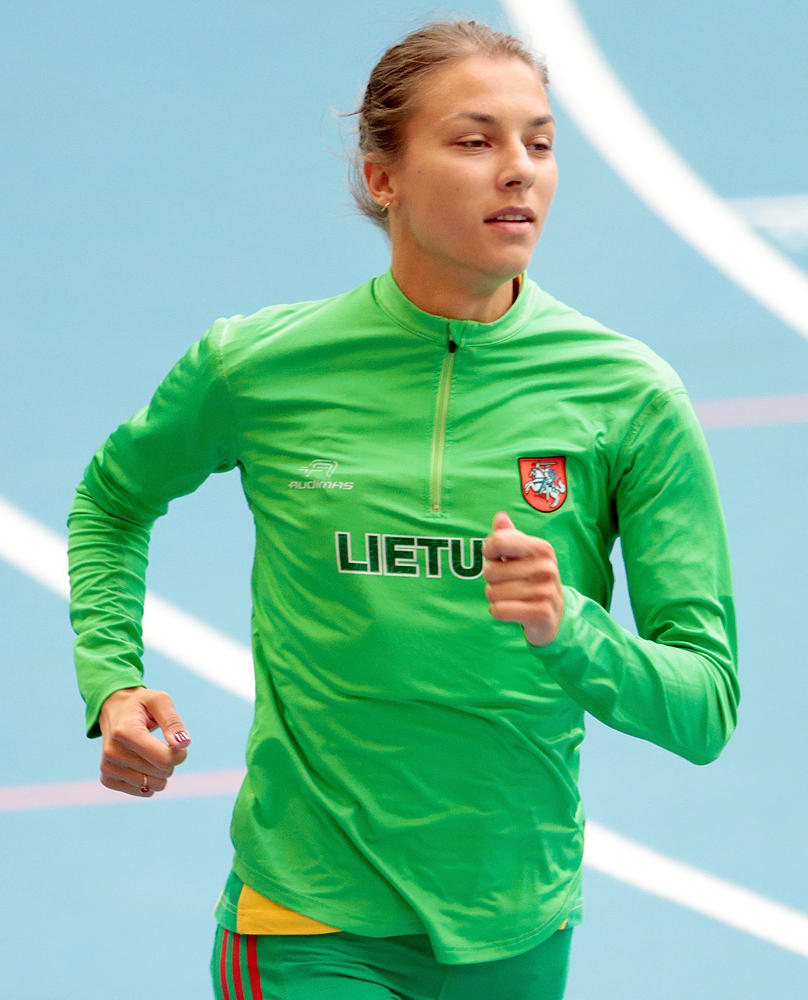
Eglė Balčiūnaitė – Rang sechs
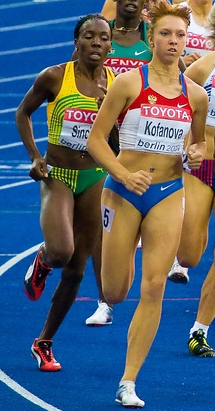
Kenia Sinclair (außen, gelbes Trikot) – Rang sieben

### Lauf 8
17. August 2016, 11:44 Uhr
| Platz | Name                  | Nation                       | Zeit (min) | Anmerkung |
| ----- | --------------------- | ---------------------------- | ---------- | --------- |
| 1     | Francine Niyonsaba    | Burundi                      | 1:59,84    |           |
| 2     | Lovisa Lindh          | Schweden                     | 2:00,04    |           |
| 3     | Natoya Goule          | Jamaika                      | 2:00,49    |           |
| 4     | Lucia Hrivnák Klocová | Slowakei                     | 2:00,57    |           |
| 5     | Julija Karol          | Belarus                      | 2:01,09    |           |
| 6     | Chrishuna Williams    | USA                          | 2:01,19    |           |
| 7     | Fabienne Kohlmann     | Deutschland                  | 2:05,36    |           |
| 8     | Elisabeth Mandaba     | Zentralafrikanische Republik | 2:11,70    | NR        |

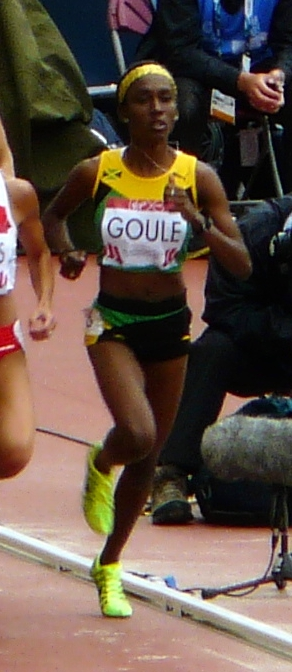
Natoya Goule – ausgeschieden als Dritte des achten Vorlaufs

Weitere im achten Vorlauf ausgeschiedene Läuferinnen:

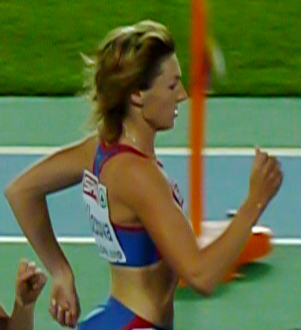
Lucia Hrivnák Klocová – Rang vier
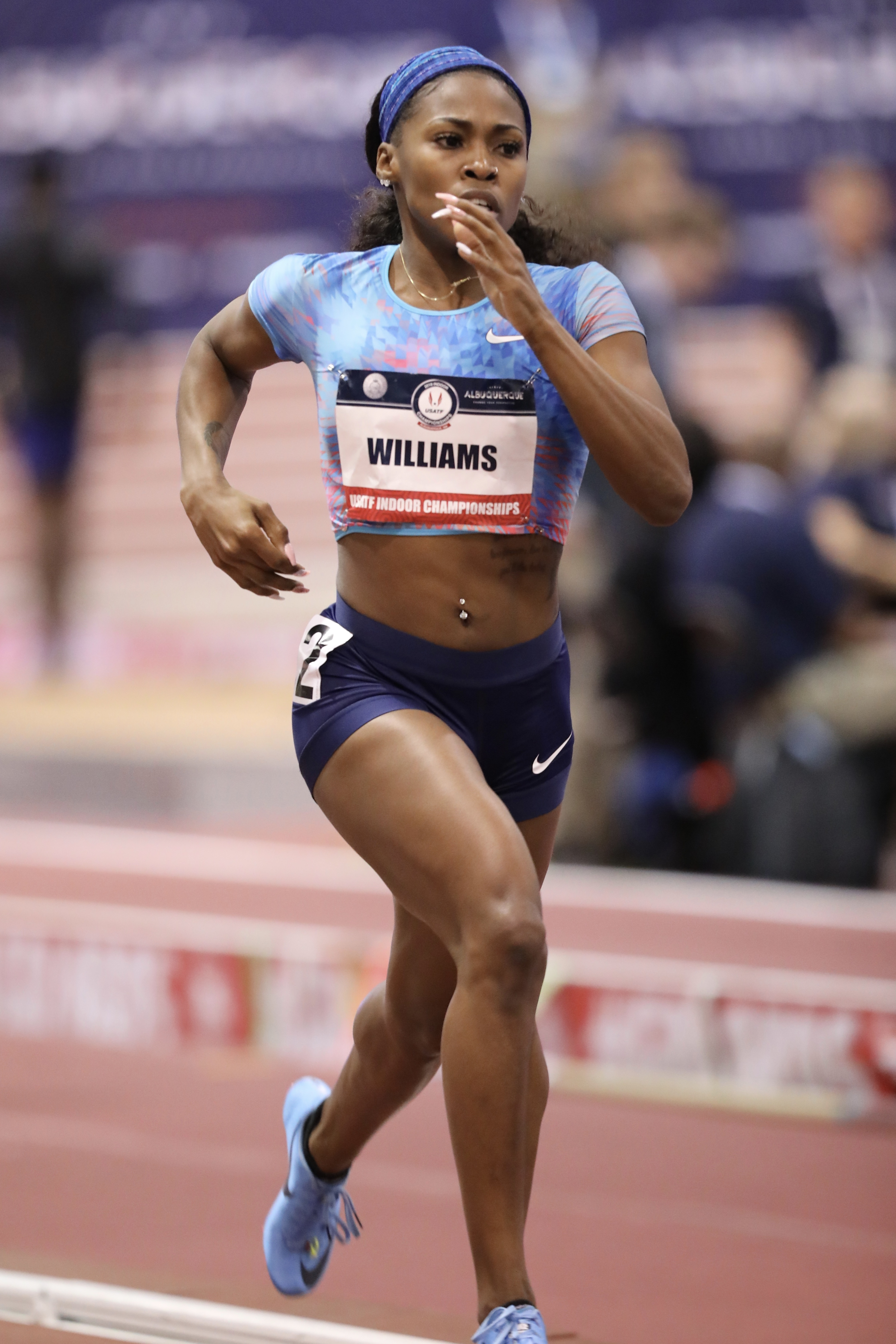
Chrishuna Williams – Rang sechs
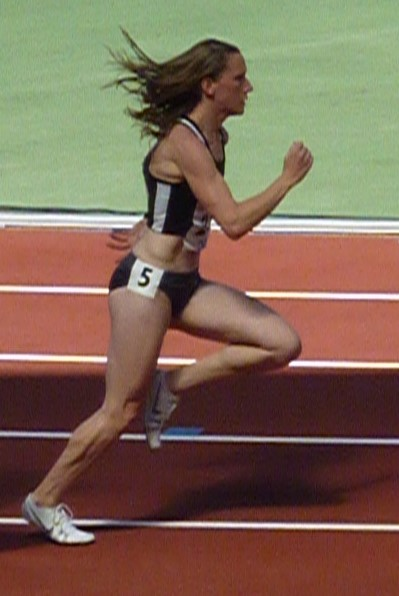
Fabienne Kohlmann – Rang sieben

## Halbfinale
In den drei Halbfinalläufen qualifizierten sich die jeweils zwei besten Athletinnen (hellblau unterlegt) für das Finale. Darüber hinaus kamen auch die zwei Zeitschnellsten, die sogenannten Lucky Loser (hellgrün unterlegt), weiter.

### Lauf 1

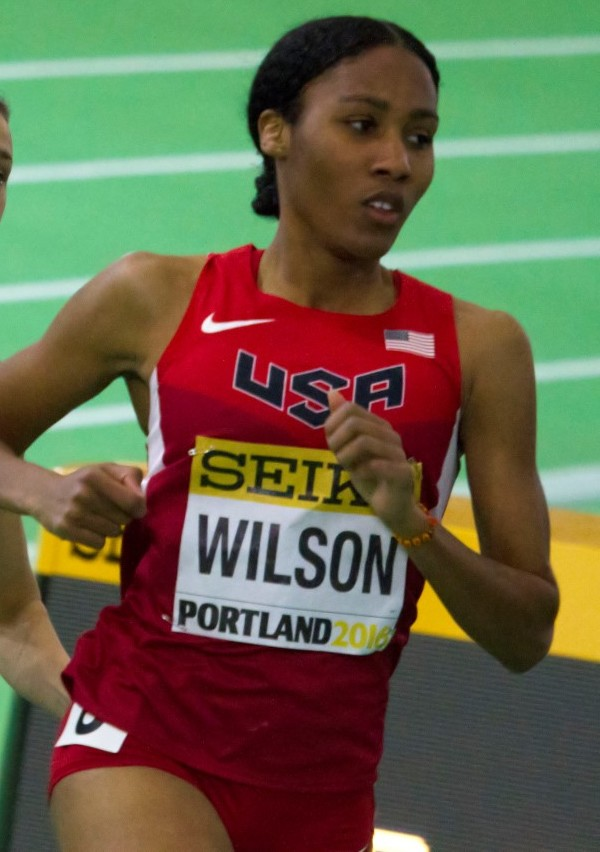
Ajee Wilson – ausgeschieden als Dritte des ersten Halbfinals
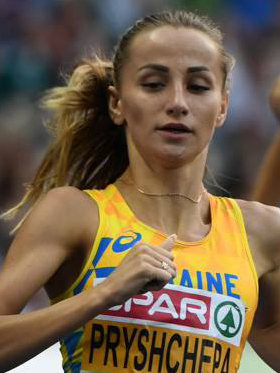
Natalija Pryschtschepa – ausgeschieden als Vierte des ersten Halbfinals

18. August 2016, 21:15 Uhr
| Platz | Name                   | Nation  | Zeit (min) |
| ----- | ---------------------- | ------- | ---------- |
| 1     | Margaret Wambui        | Kenia   | 1:59,21    |
| 2     | Francine Niyonsaba     | Burundi | 1:59,59    |
| 3     | Ajee Wilson            | USA     | 1:59,75    |
| 4     | Natalija Pryschtschepa | Ukraine | 1:59,95    |
| 5     | Renée Eykens           | Belgien | 2:00,45    |
| 6     | Halimah Nakaayi        | Uganda  | 2:00,63    |
| 7     | Yusneysi Santiusti     | Italien | 2:00,80    |
| 8     | Angelika Cichocka      | Polen   | 2:01,29    |

Weitere im ersten Halbfinale ausgeschiedene Läuferinnen:

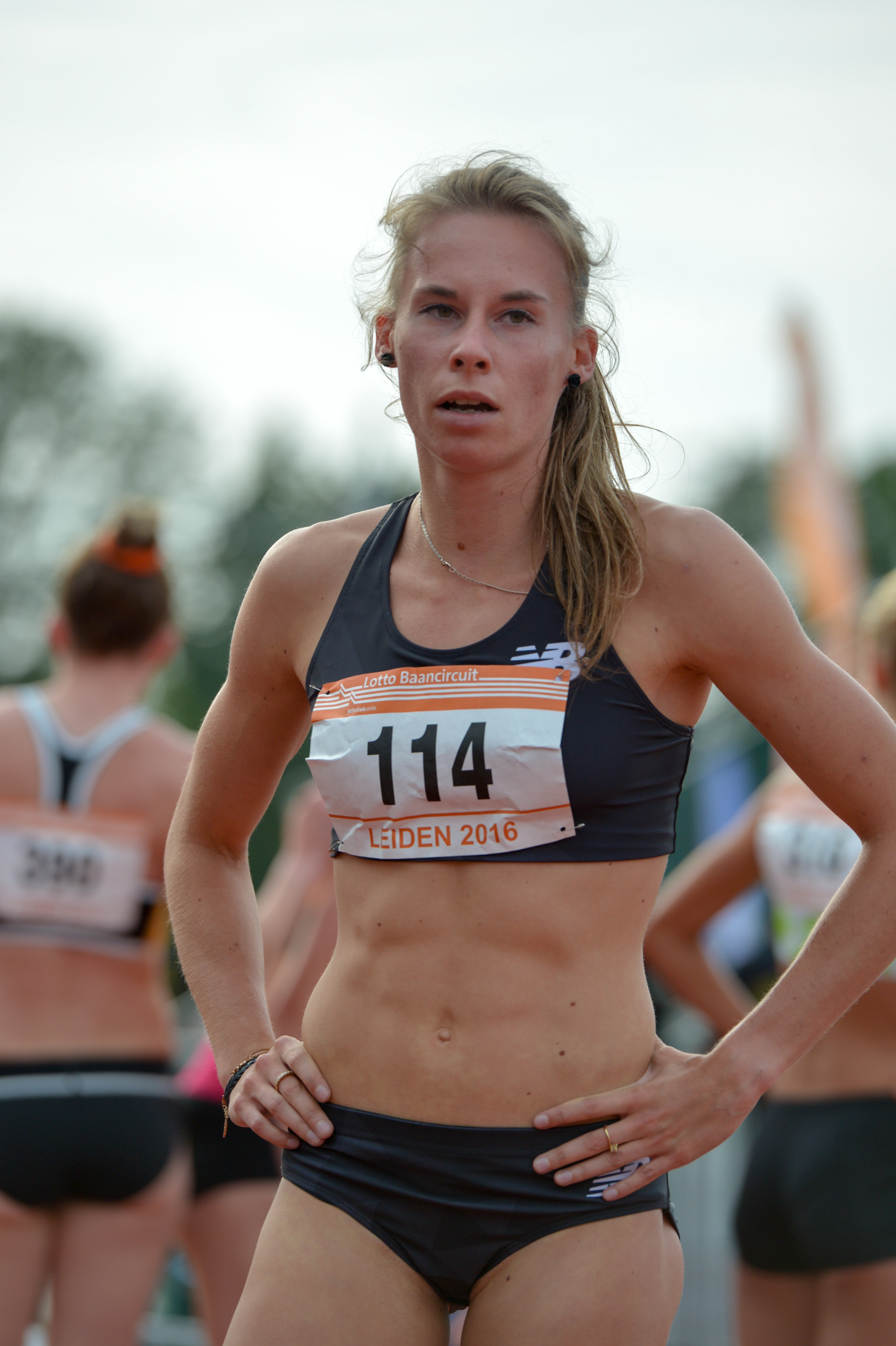
Renée Eykens – Rang fünf
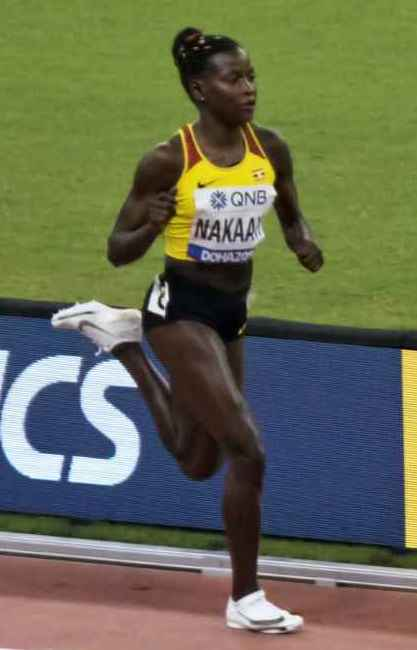
Halimah Nakaayi – Rang sechs
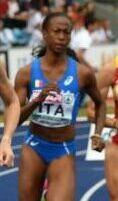
Yusneysi Santiusti – Rang sieben
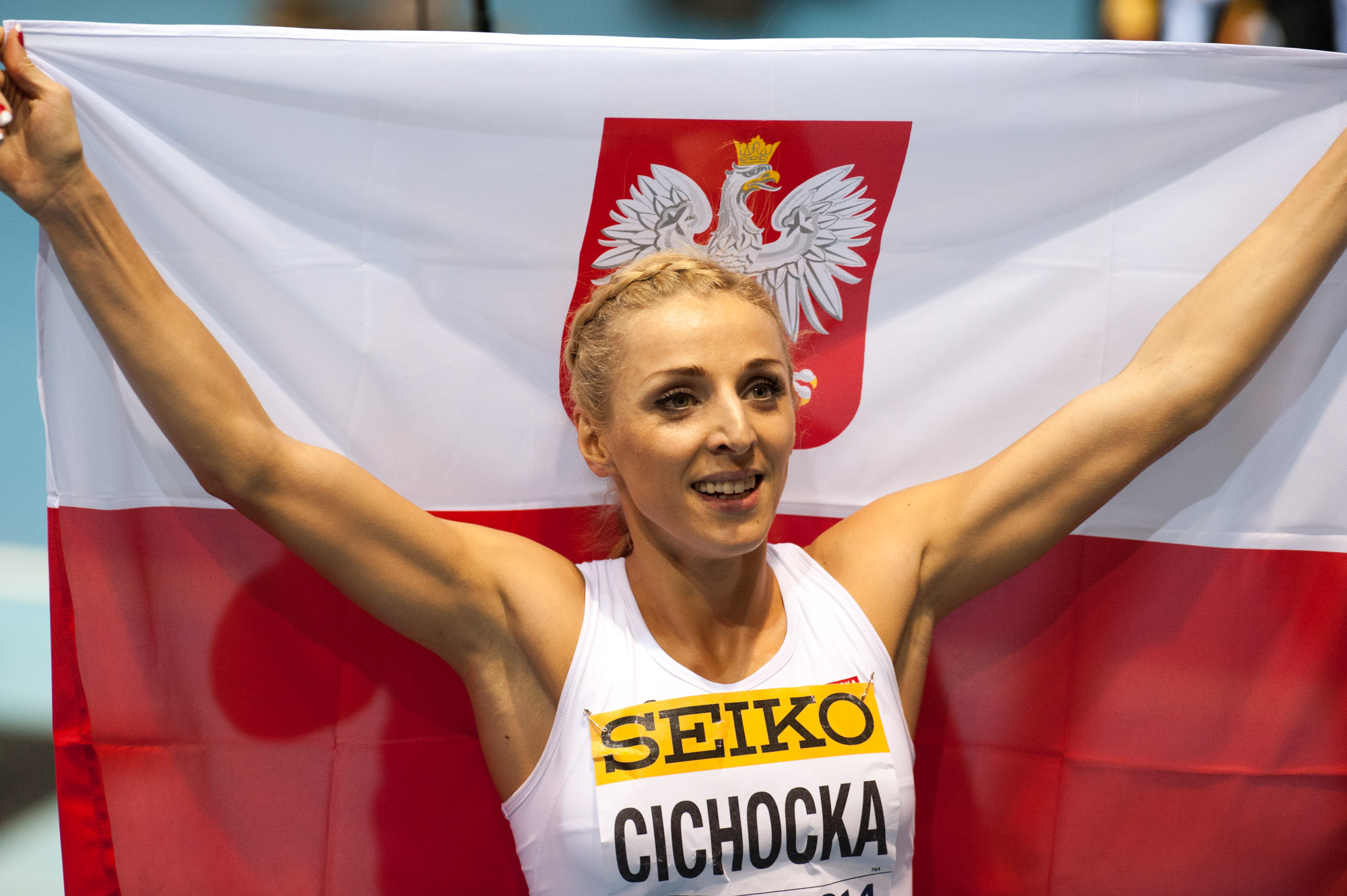
Angelika Cichocka – Rang acht

### Lauf 2
18. August 2016, 21:23 Uhr
| Platz | Name                  | Nation         | Zeit (min) | Anmerkung |
| ----- | --------------------- | -------------- | ---------- | --------- |
| 1     | Joanna Jóźwik         | Polen          | 1:58,93    |           |
| 2     | Melissa Bishop        | Kanada         | 1:59,05    |           |
| 3     | Selina Büchel         | Schweiz        | 1:59,35    |           |
| 4     | Lovisa Lindh          | Schweden       | 1:59,41    |           |
| 5     | Shelayna Oskan-Clarke | Großbritannien | 1:59,45    |           |
| 6     | Habitam Alemu         | Äthiopien      | 2:00,07    |           |
| 7     | Eunice Sum            | Kenia          | 2:00,88    |           |
| DOP   | Natalija Lupu         | Ukraine        | 2:02,10    | [ 8 ]     |

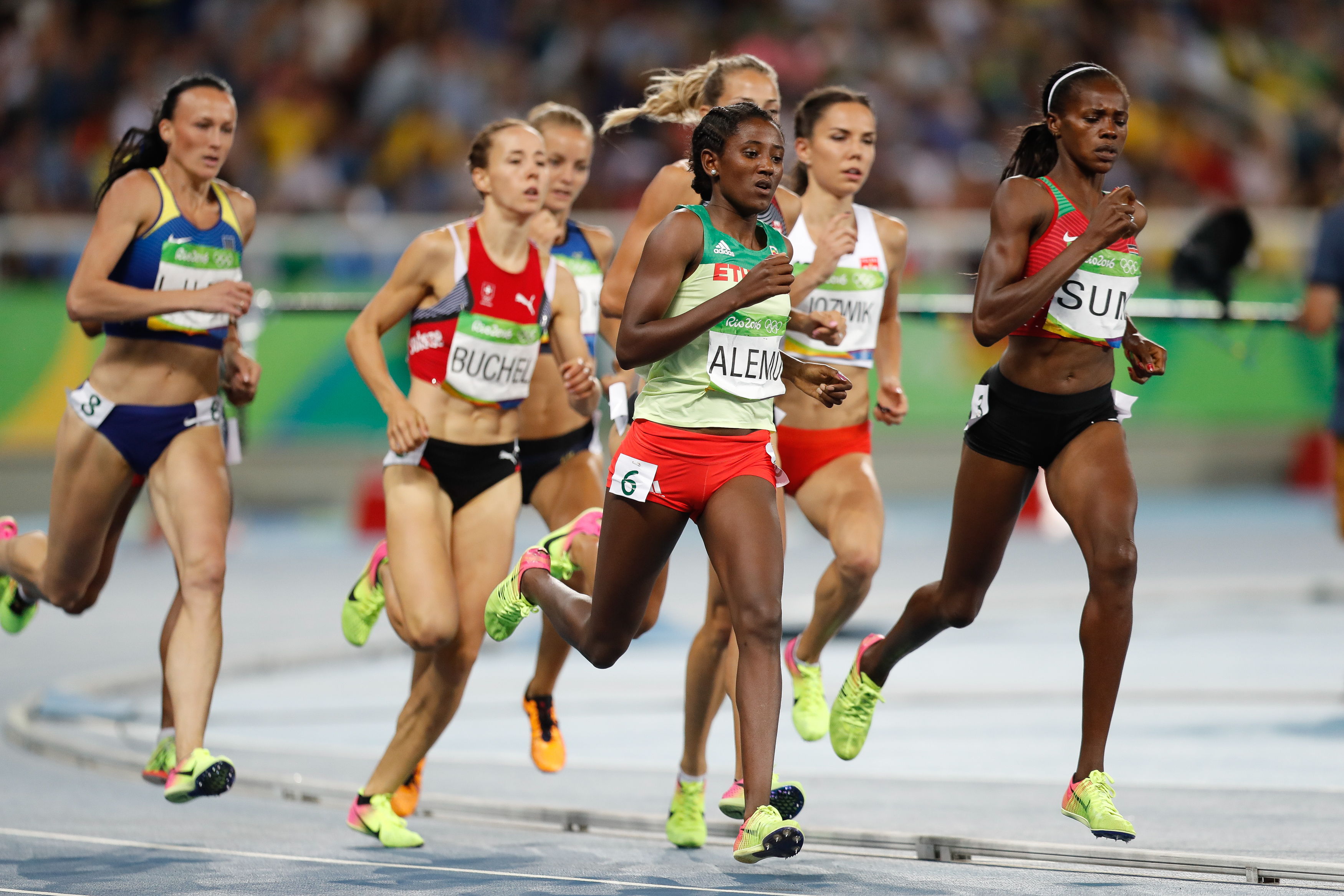
Zweites Halbfinale:
Eunice Sum und Habitam Alemu vor Selina Büchel, Melissa Bishop und Joanna Jóźwik, es folgen Natalija Lupu und Lovisa Lindh

Im zweiten Halbfinale ausgeschiedene Läuferinnen:

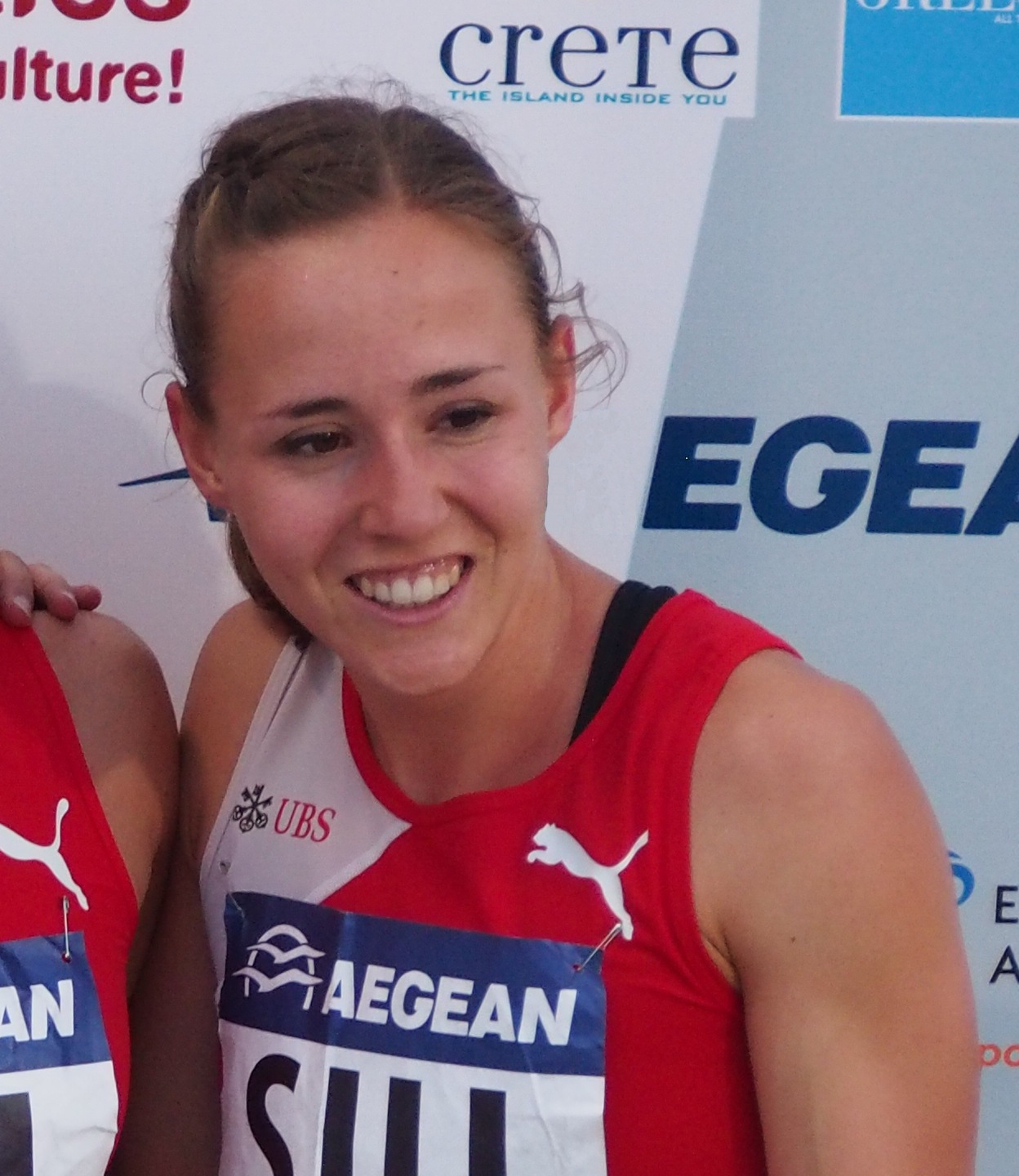
Selina Büchel – Rang drei
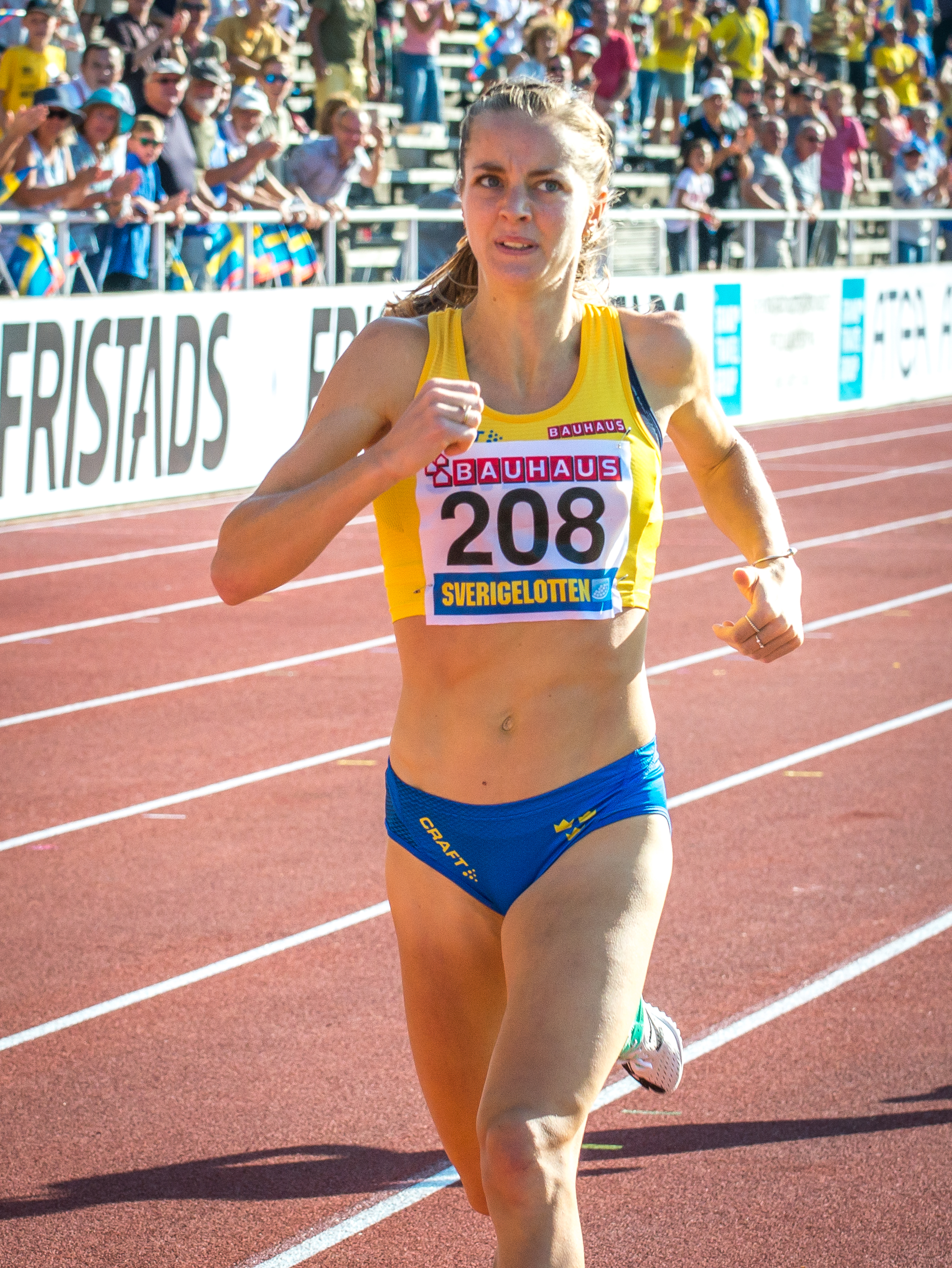
Lovisa Lindh – Rang vier
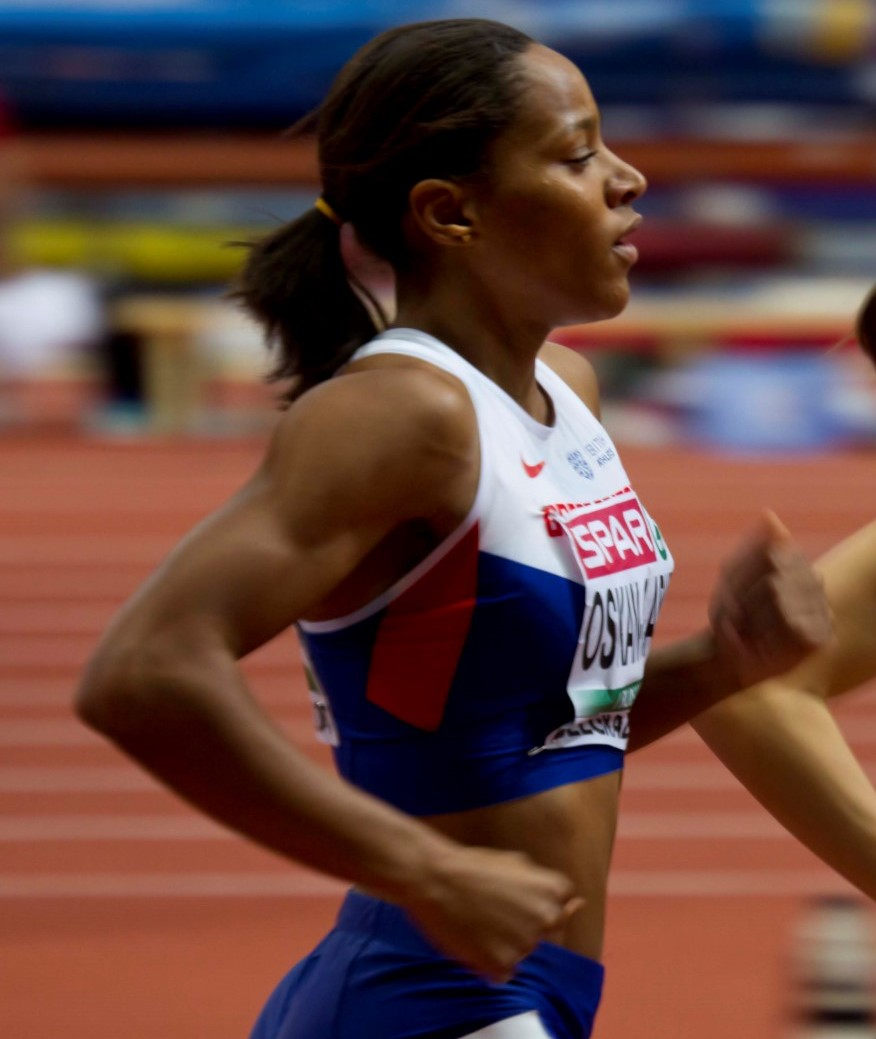
Shelayna Oskan-Clarke – Rang fünf

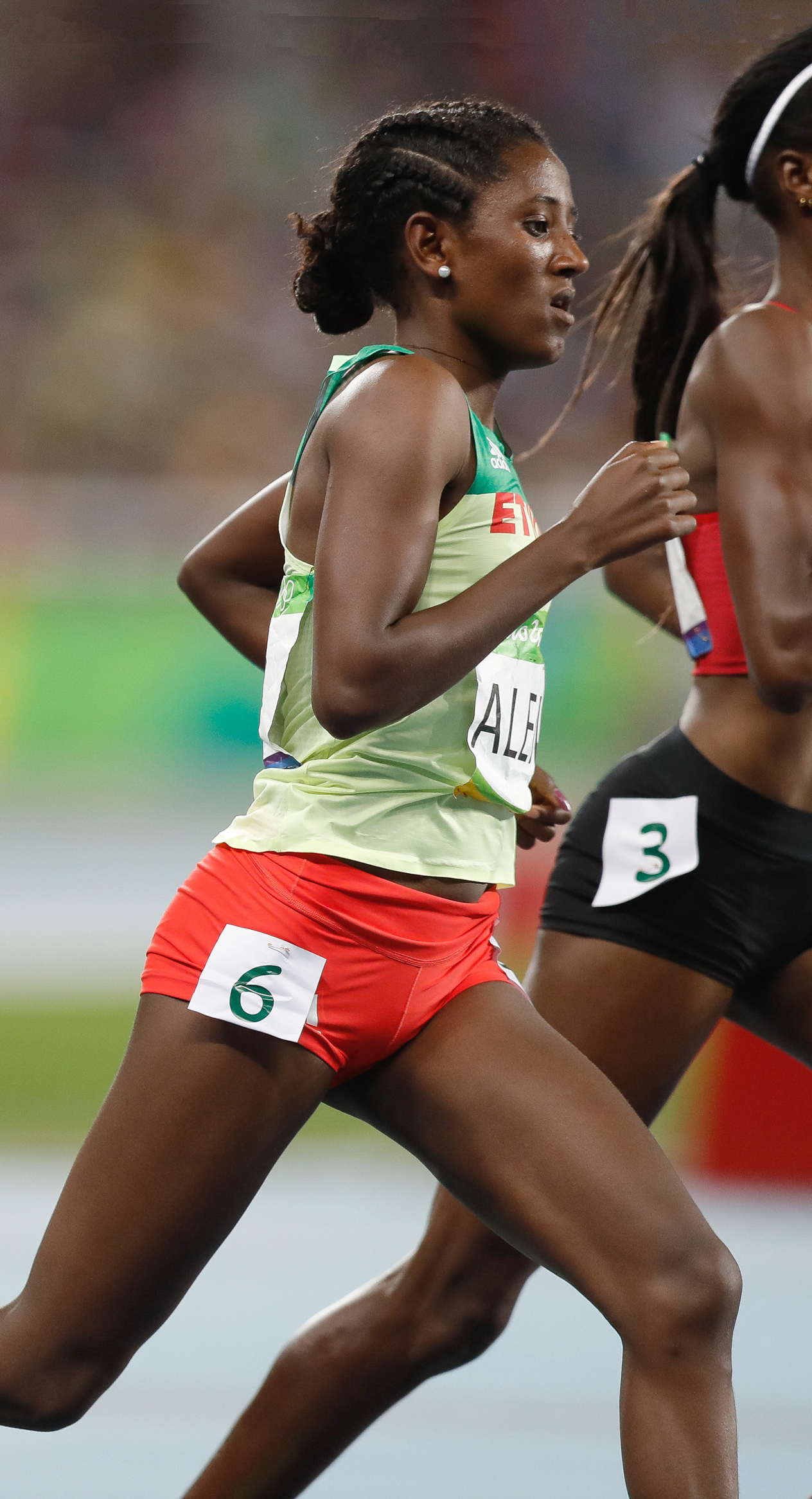
Habitam Alemu – Rang sechs
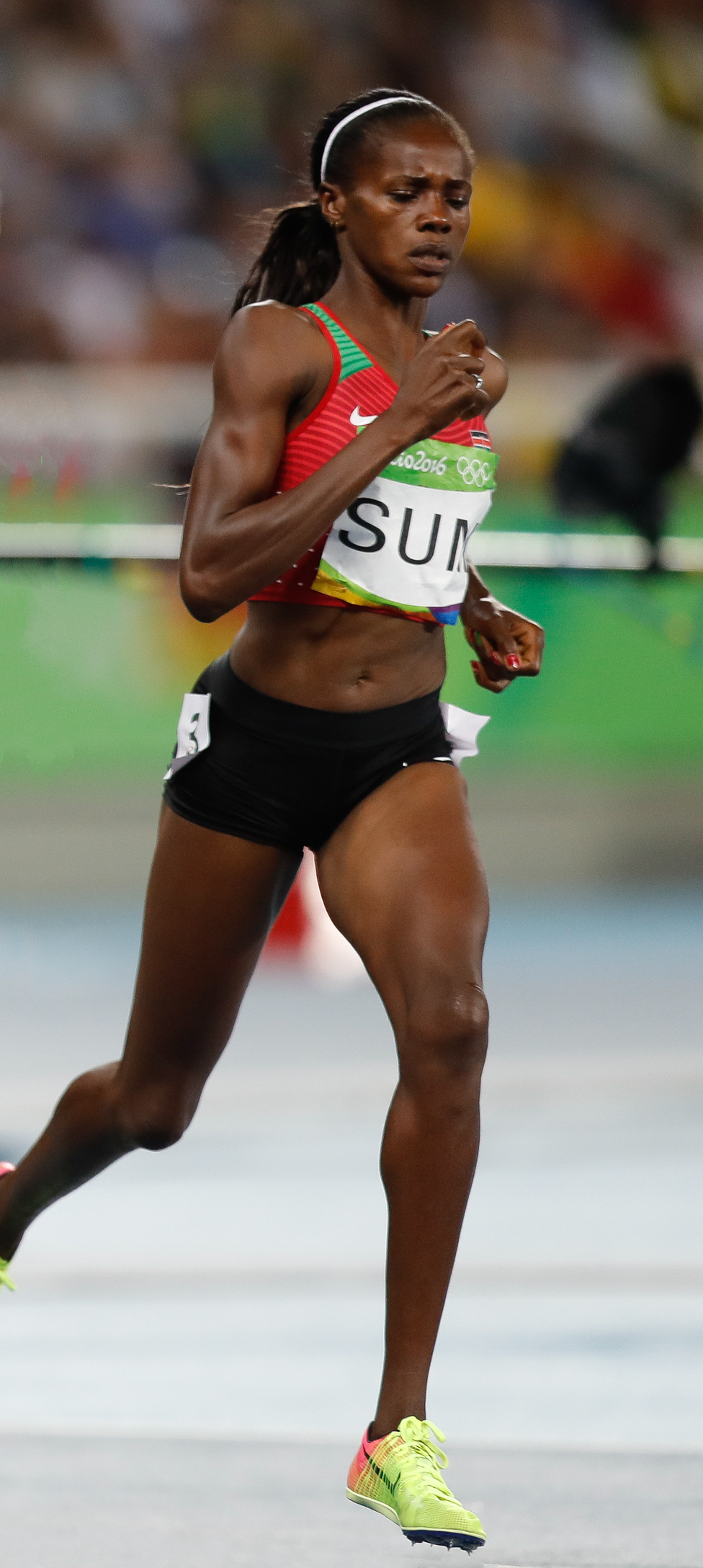
Eunice Sum – Rang sieben
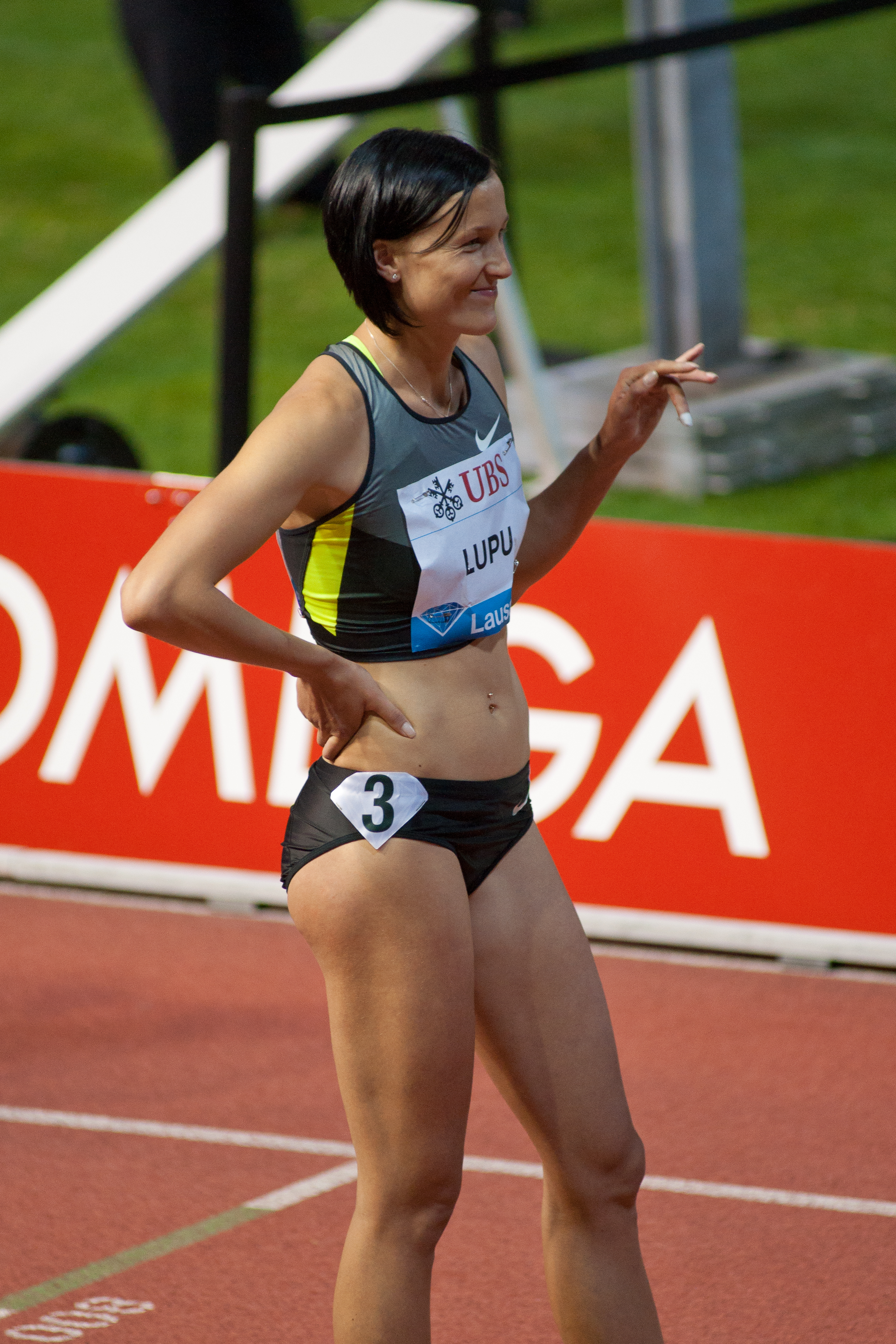
Die gedopte Natalija Lupu

### Lauf 3
- Noélie Yarigo – ausgeschieden
als Fünfte des dritten Halbfinals
- Winny Chebet – ausgeschieden
als Sechste des dritten Halbfinals
- Amela Terzić – ausgeschieden
als Siebte des dritten Halbfinals

18. August 2016, 21:31 Uhr

| Platz | Name               | Nation              | Zeit (min) |
| ----- | ------------------ | ------------------- | ---------- |
| 1     | Caster Semenya     | Südafrika           | 1:58,15    |
| 2     | Lynsey Sharp       | Großbritannien      | 1:58,65    |
| 3     | Kate Grace         | USA                 | 1:58,79    |
| 4     | Maryna Arsamassawa | Belarus             | 1:58,87    |
| 5     | Noélie Yarigo      | Benin               | 1:59,78    |
| 6     | Winny Chebet       | Kenia               | 2:01,90    |
| 7     | Amela Terzić       | Serbien             | 2:03,81    |
| 8     | Wang Chunyu        | Volksrepublik China | 2:04,05    |

## Finale
20. August 2016, 21:15 Uhr
| Platz | Name               | Nation         | Zeit (min) | Anmerkung |
| ----- | ------------------ | -------------- | ---------- | --------- |
| 1     | Caster Semenya     | Südafrika      | 1:55,28    | NR        |
| 2     | Francine Niyonsaba | Burundi        | 1:56,49    |           |
| 3     | Margaret Wambui    | Kenia          | 1:56,89    |           |
| 4     | Melissa Bishop     | Kanada         | 1:57,02    | NR        |
| 5     | Joanna Jóźwik      | Polen          | 1:57,37    |           |
| 6     | Lynsey Sharp       | Großbritannien | 1:57,69    |           |
| 7     | Maryna Arsamassawa | Belarus        | 1:59,10    |           |
| 8     | Kate Grace         | USA            | 1:59,57    |           |

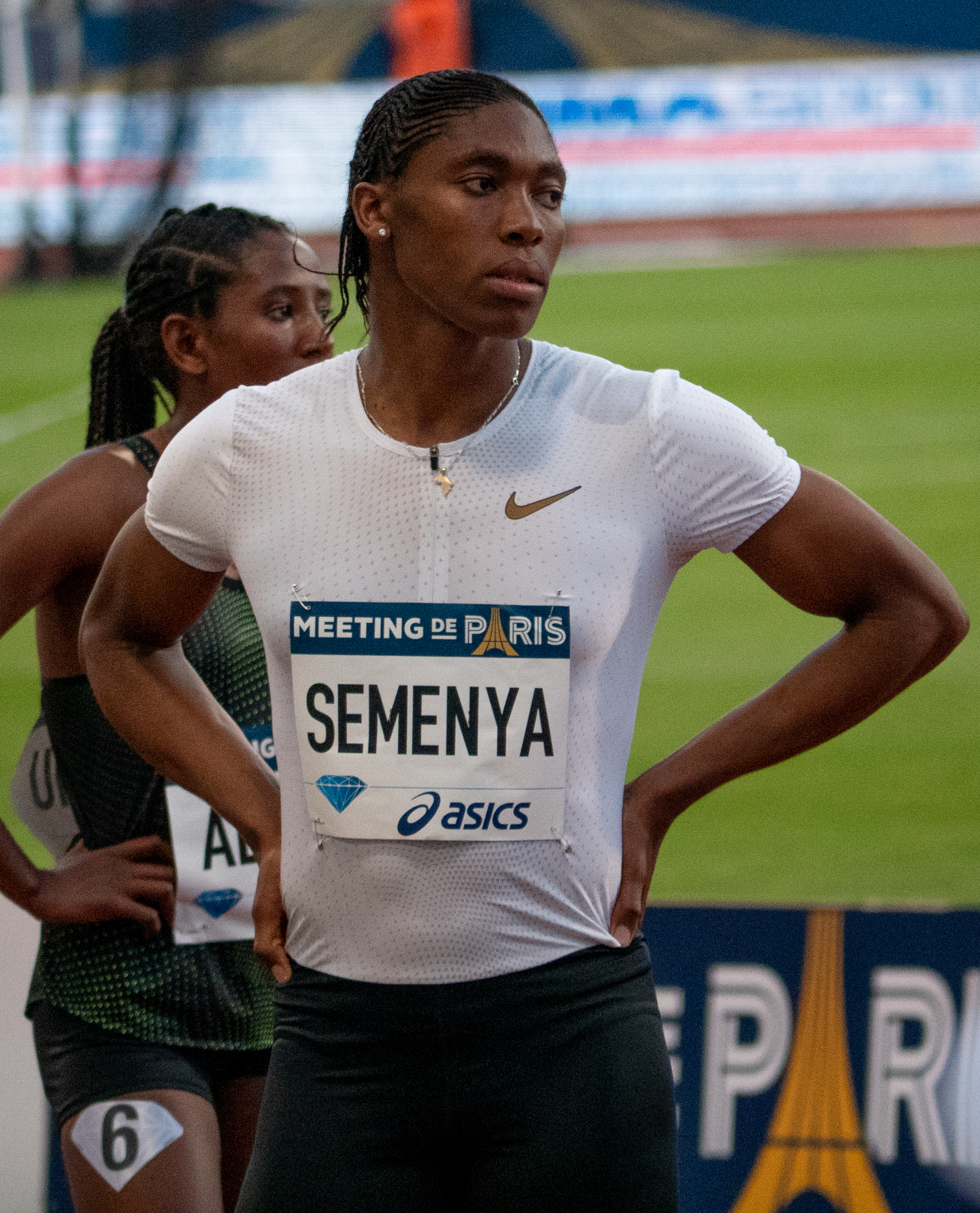
Caster Semenya wiederholte
ihren Olympiasieg von 2012

Für das Finale hatten sich jeweils eine Athletin aus Belarus, Burundi, Großbritannien, Kanada, Kenia, Polen, Südafrika, und den USA qualifiziert.
Als Favoritinnen traten die südafrikanische Olympiasiegerin von 2012 Caster Semenya sowie die belarussische Europameisterin von 2014 und amtierende Weltmeisterin Maryna Arsamassawa an. Weitere Kandidatinnen für vordere Platzierungen waren die kanadische Vizeweltmeisterin Melissa Bishop und die britische Vizeeuropameisterin von 2014 Lynsey Sharp. Aber auch die beiden Afrikanerinnen Margaret Wambui aus Kenia und Francine Niyonsaba aus Burundi, die im ersten Halbfinale einen sehr guten Eindruck hinterlassen hatten, waren als starke Läuferinnen einzuschätzen.
Schon in der ersten Kurve übernahm Semenya die Führung. Auf der Gegengeraden schloss Niyonsaba zur Südafrikanerin auf. Hinter den beiden liefen Arsamassawa, Bishop und Sharp. In der zweiten Kurve setzte sich Wambui hinter Arsamassawa auf den vierten Platz. Mit 57,59 s für die ersten vierhundert Meter legte die weiter führende Semenya ein schnelles Tempo vor. Zu Beginn der zweiten und letzten Runde ging Niyonsaba an Semenya vorbei und erlief sich einen Vorsprung von circa zwei Metern. Hinter Semenya lag nun Bishop, die aber innen von Arsamassawa überholt wurde. Kurz darauf zog Wambui an Arsamassawa vorbei. Eingangs der Zielgeraden forcierte Semenya das Tempo und übernahm wieder die Führung. Mit ihrem unwiderstehlichen Endspurt wurde Caster Semenya schließlich mit einem Vorsprung von rund acht Metern Olympiasiegerin und verbesserte dabei den südafrikanischen Landesrekord. Francine Niyonsaba kam als Zweite vor Margaret Wambui ins Ziel. Auch Melissa Bishop erzielte als Vierte einen neuen Landesrekord. Platz fünf in diesem schnellen Rennen belegte die Polin Joanna Jóźwik vor Lynsey Sharp. Mitfavoritin Maryna Arsamassawa musste sich mit Rang sieben zufriedengeben. Achte wurde die US-Amerikanerin Kate Grace.
Caster Semenya wiederholte damit ihren Olympiasieg von 2012.

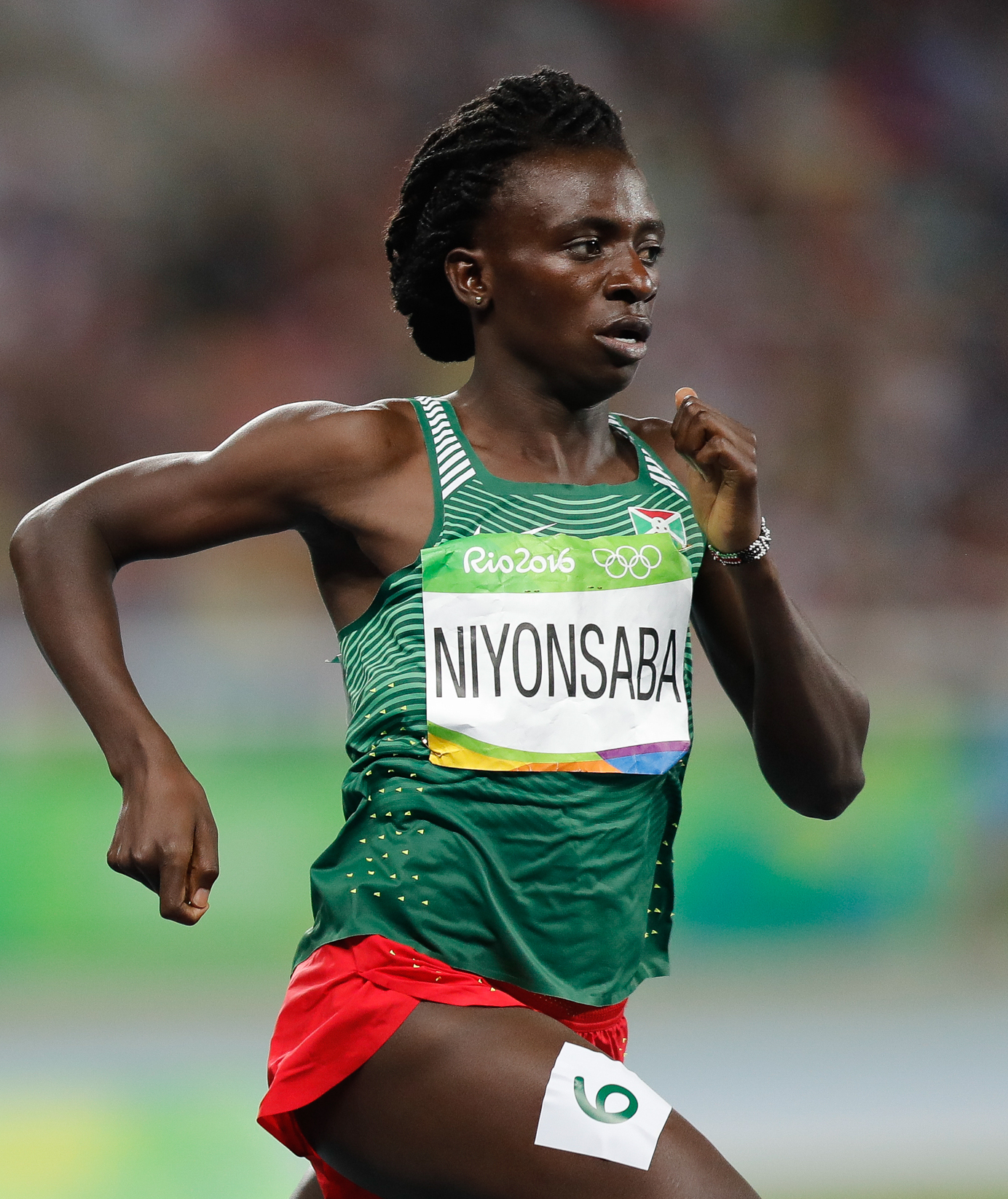
Gewinnerin der Silbermedaille: Francine Niyonsaba
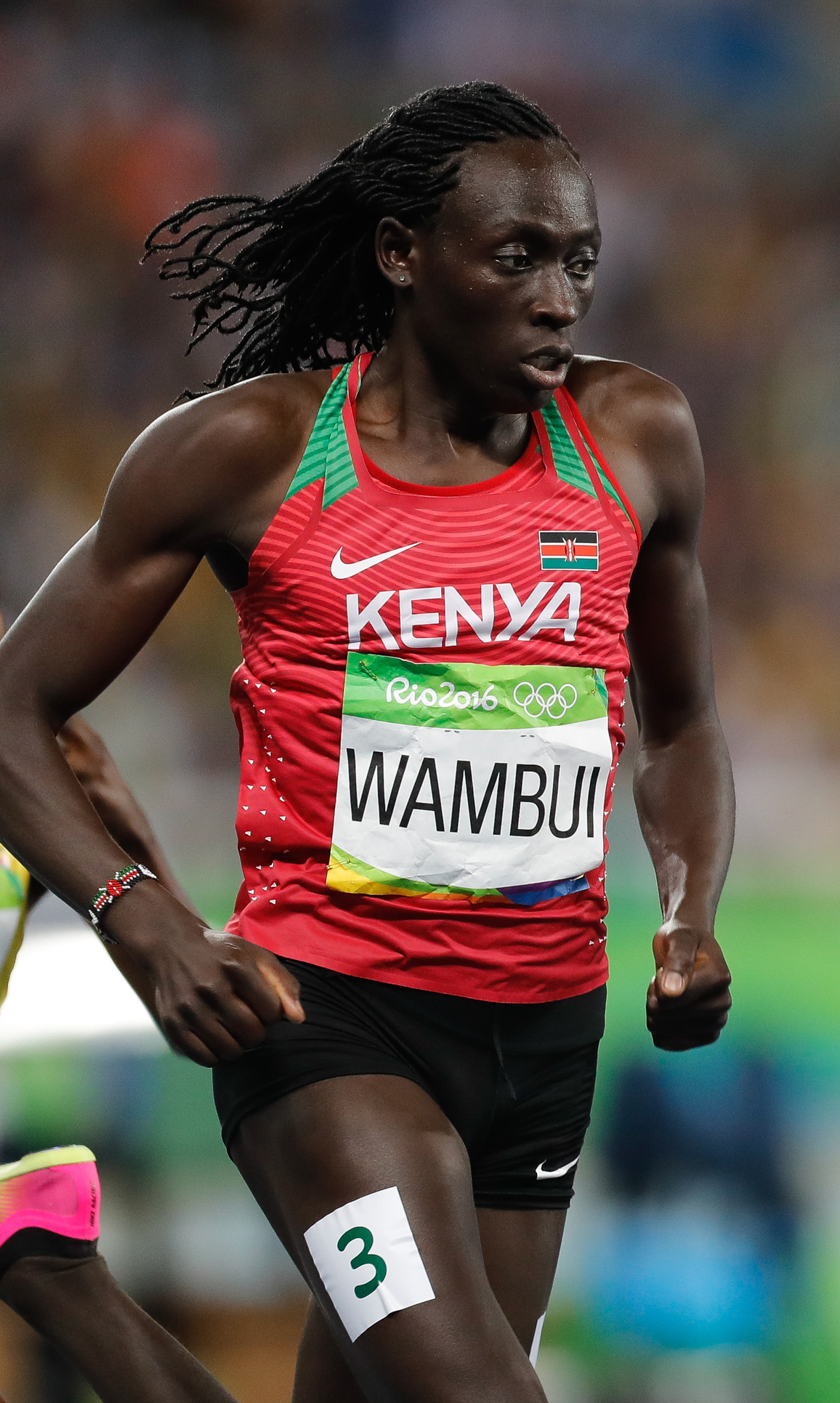
Gewinnerin der Bronzemedaille: Margaret Wambui
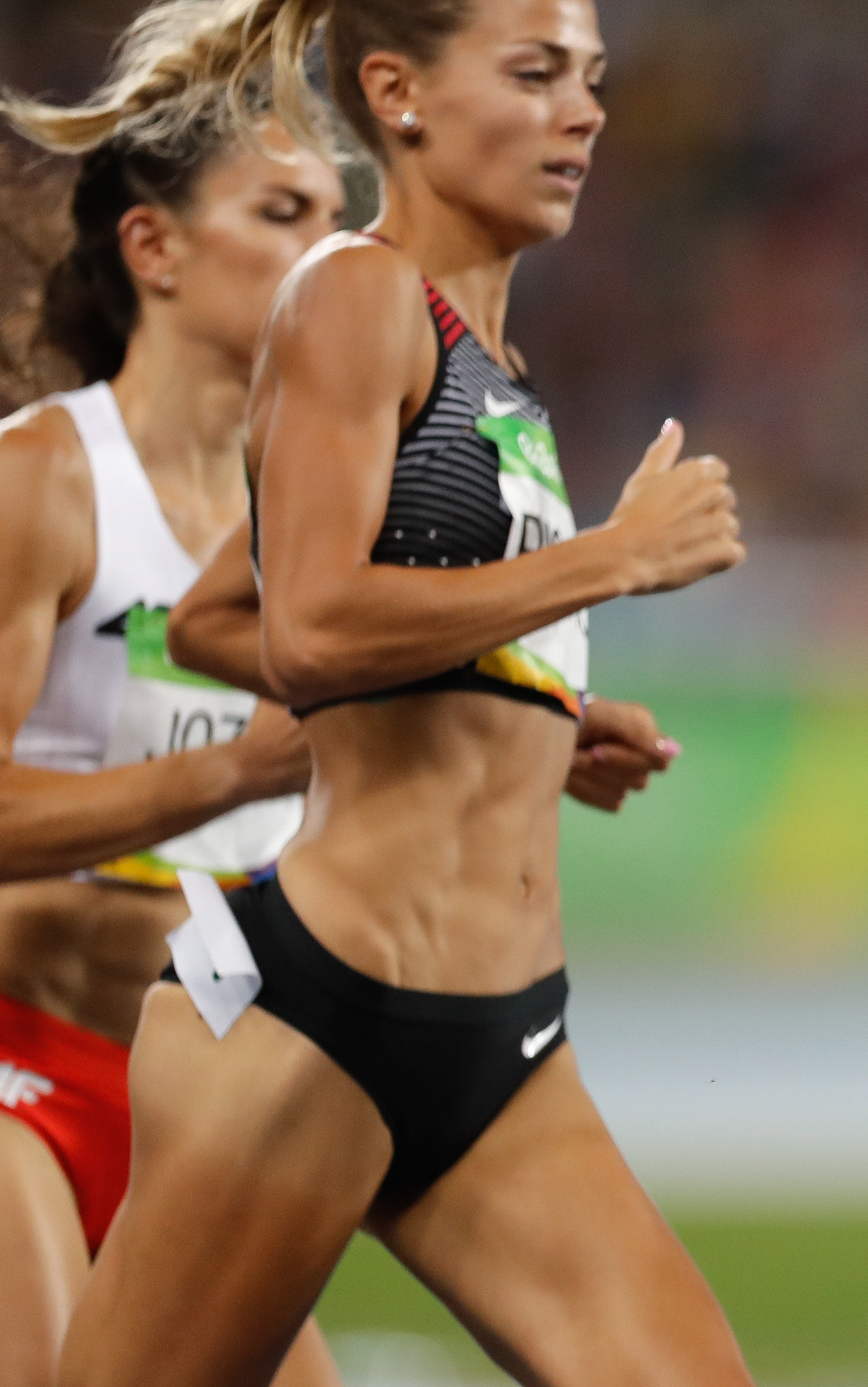
Melissa Bishop erreichte den vierten Platz

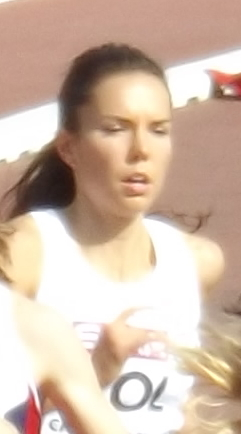
Joanna Jóźwik belegte Rang fünf
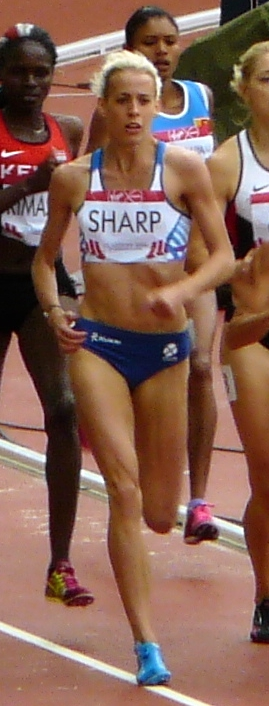
Lynsey Sharp kam auf den sechsten Platz
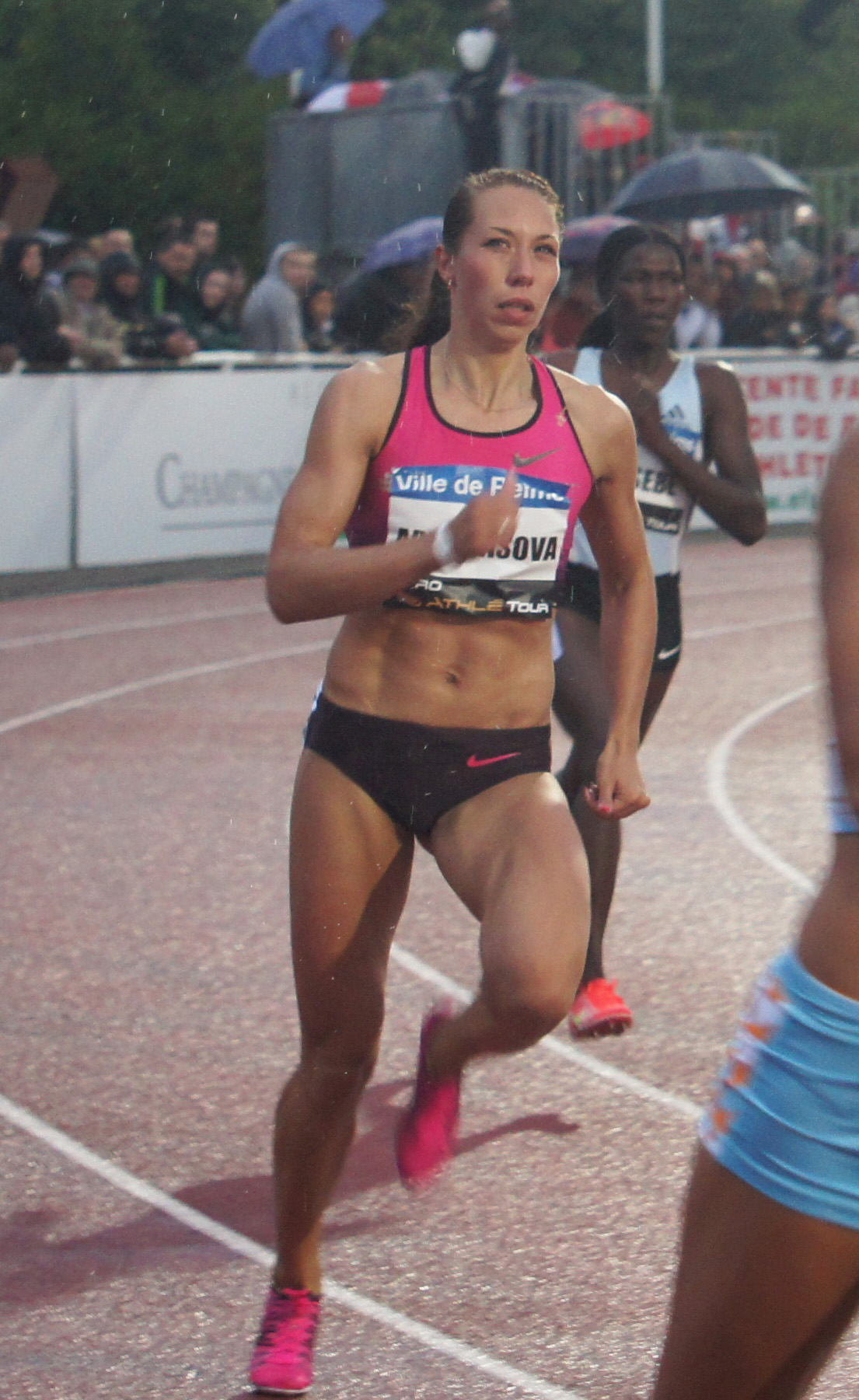
Die Olympiasiebte Maryna Arsamassawa
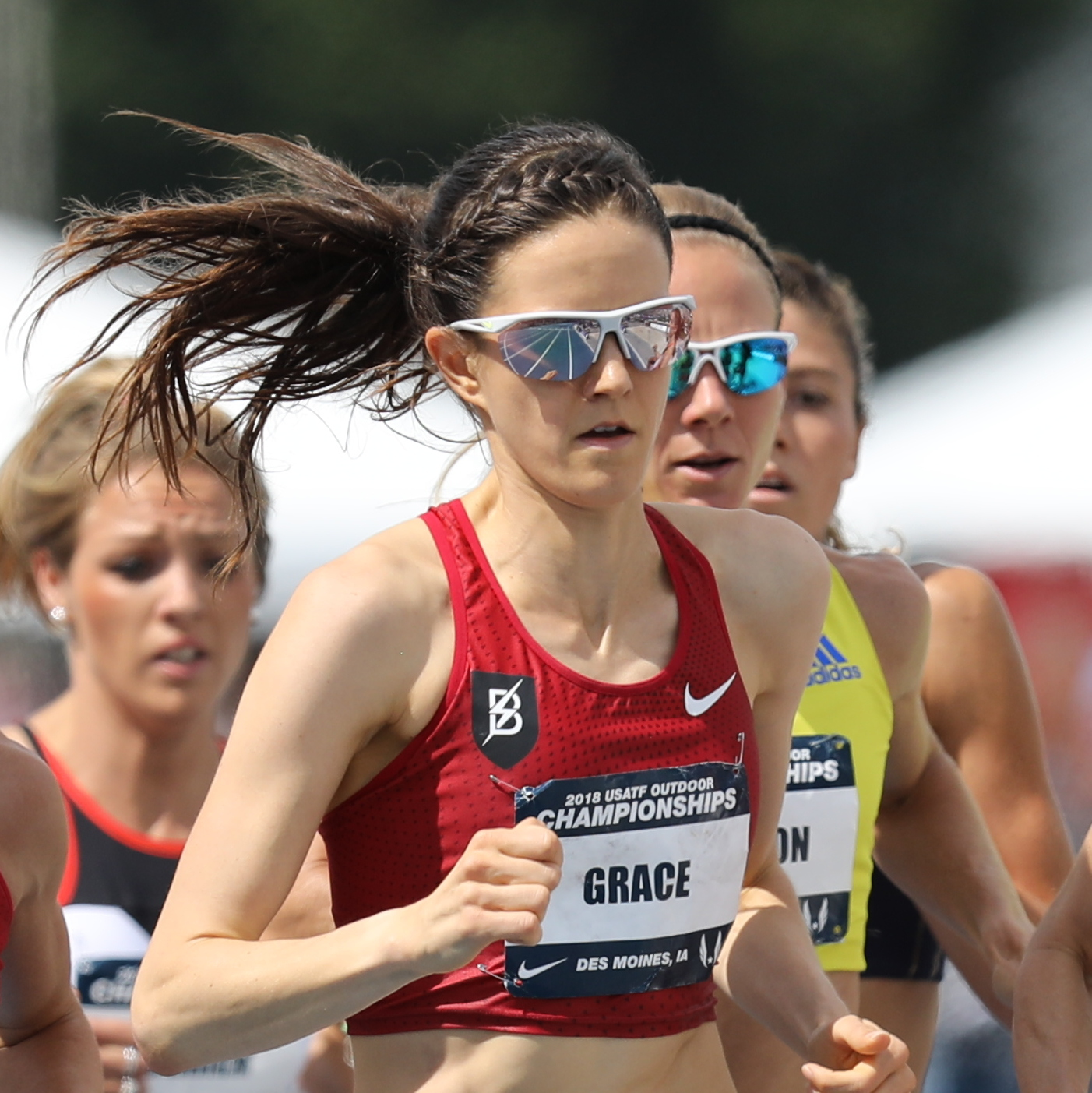
Rang acht für Kate Grace

## Videolinks
- Rio 2016 : Caster Semenya Wins Women's 800m, youtube.com, abgerufen am 7. Mai 2022
- Semenya wins gold, youtube.com, abgerufen am 7. Mai 2022